# Église Saint-Brice de Saint-Brice-sous-Forêt
L'église Saint-Brice est une église catholique paroissiale située à Saint-Brice-sous-Forêt, dans le Val-d'Oise. La fondation de la paroisse remonte au début du XIIe siècle, et c'est dans la seconde moitié du même siècle que commence la construction de l'église actuelle, par le clocher central qui subsiste à ce jour. Il est de style gothique primitif. Au second quart du XIIIe siècle, l'église est complétée par les bras du transept et des chapelles latérales, qui annoncent le style gothique rayonnant. Seul le croisillon nord a été préservé. L'église gothique étant devenue trop petite au début du XVIe siècle, sa nef et son chœur sont dédoublés par un long vaisseau de style gothique flamboyant, accompagné d'un collatéral au sud. Ce vaste complexe, dédicacé en 1525, a entièrement disparu. En effet, le chœur empiète sur le tracé rectifié de la route royale de Paris à Amiens, et sa démolition est pour les habitants l'occasion de décider la construction d'une nouvelle église. Elle se fait dans un bref délai de septembre 1778 à mai 1780, qui explique sans doute la facture rustique de l'édifice, dont seule la façade néo-classique donnant sur la rue a été soignée. Tout ce qui reste de l'ancienne église est démoli au plus tard au XIXe siècle, à l'exception du clocher et de l'ancien croisillon nord, qui sont classés aux monuments historiques bien plus tard, en 1964. À l'occasion d'une grande campagne de rénovation entre 1886 et 1889, l'intérieur subit une transformation néo-gothique pour lui donner un caractère plus solennel. Moins d'un siècle plus tard, ce décor ne donne plus satisfaction, et toute trace en est effacé lors de la restauration des années 1980. Depuis, l'église Saint-Brice se présente comme une grande salle rectangulaire sans marque particulière d'architecture religieuse. La vocation de l'édifice n'est soulignée que par le mobilier liturgique et les vitraux hagiographiques. Saint-Brice-sous-Forêt demeure une paroisse indépendante, et l'église Saint-Brice est le seul lieu de culte catholique de la commune. Les messes y sont célébrées tous les jours sauf le lundi.

## Localisation
L'église est située en France, en région Île-de-France et dans le département du Val-d'Oise, sur la commune de Saint-Brice-sous-Forêt, 89 rue de Paris (RD 11) / place de l'abbé Salati. La façade orientale donne sur la rue ; l'élévation méridionale donne sur la place. Il n'y a pas de façade occidentale ; l'orientation de l'église est inversé, et le chevet se situe à l'ouest. C'est un mur aveugle. L'élévation septentrionale est enclavée dans une propriété privée. Les deux élévations du croisillon nord restées indemnes et reflétant à peu près l'état du XIIIe siècle ne sont donc pas visibles depuis le domaine public. Mais à droite de la façade de la fin de l'Ancien Régime, l'on voit encore les arrachements du chœur gothique et de l'ancienne chapelle latérale nord du chœur.

## Histoire

### Histoire de la paroisse

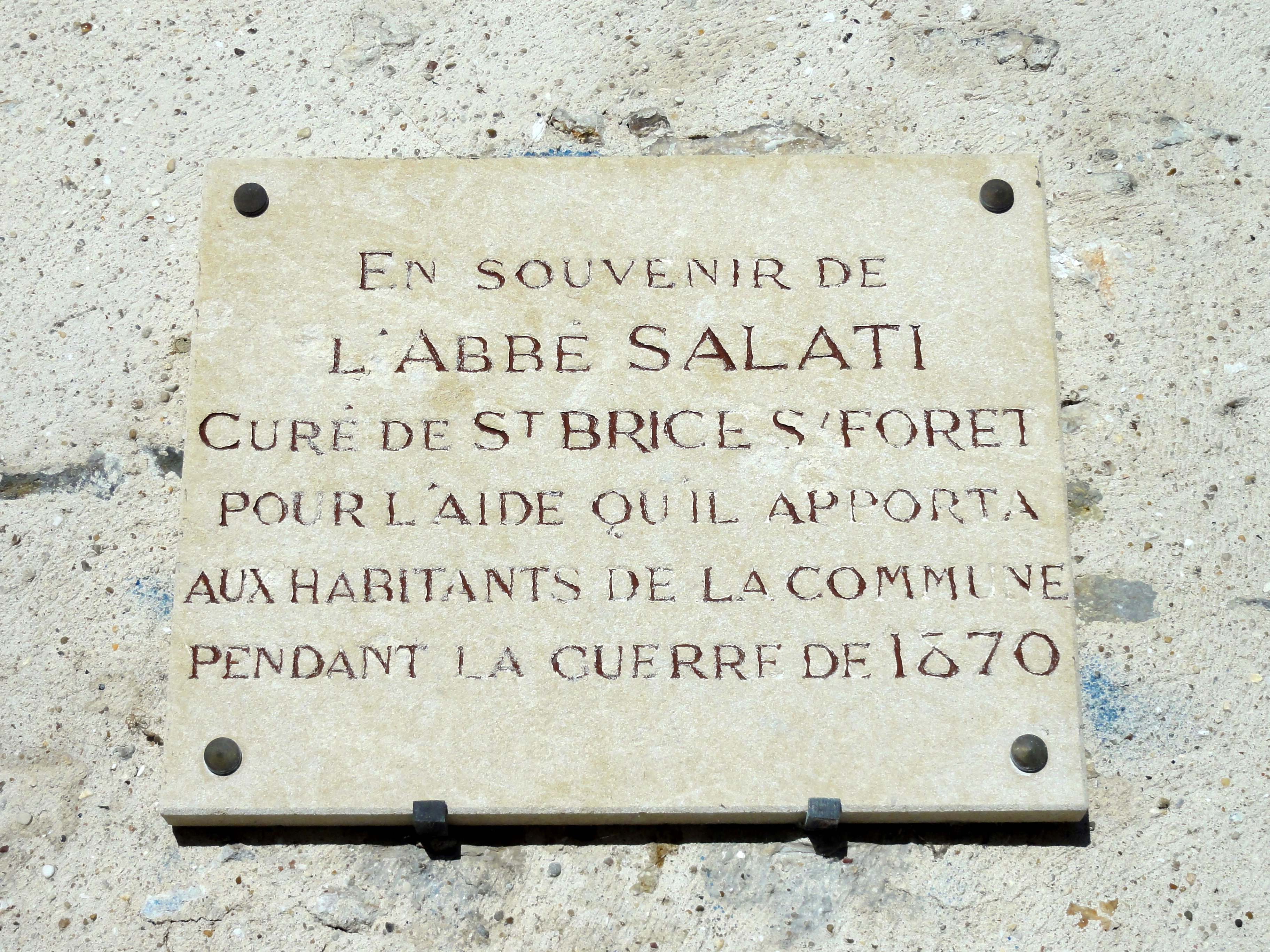
Plaque commémorative pour l'abbé Louis Salati.

Le village de Saint-Brice n'est pas attesté avant le début du XIIe siècle. L'abbé Lebeuf pense que c'est à l'origine une dépendance de Groslay. La fondation de la paroisse est également susceptible de remonter aux environs de 1100. Quelques années après, le seigneur laïc du lieu, Radulfe le Bel, donne l'église à l'évêque de Paris, Étienne de Senlis (1123-1142), avec l'intention de la confier aux chanoines réguliers de saint Augustin de l'abbaye Saint-Victor de Paris. C'est ce que fait l'évêque. L'abbé de Saint-Victor devient ainsi le collateur. À aucun moment, les chanoines ne fondent un prieuré à Saint-Brice ou assurent le service paroissial. Le curé est tenu de verser une rente à l'abbaye. À partir de 1148, les trois quarts, voire la totalité de la dîme selon les sources, est détenue par le prieuré Saint-Martin-des-Champs de Paris. Le saint patron de la paroisse est Brice de Tours, successeur de saint Martin au siège épiscopal de Tours. La fête paroissiale est au début fixée au 10 juillet. En 1528, les curés et les habitants obtiennent la permission de la reporter au dimanche suivant le 10 juillet, si ce jour n'est pas un dimanche.
Sous la Révolution française, le nouveau diocèse de Versailles est érigé pour regrouper l'ensemble des paroisses du département de Seine-et-Oise, dont Saint-Brice. Le diocèse de Paris se limite désormais au département de la Seine. — Pendant la guerre franco-prussienne de 1870-1871, la commune, abandonnée par ses édiles, doit sa survie au dévouement sans faille et à la sagesse de son curé, l'abbé Louis Salati (1828-1880), qui, au péril de sa vie, assume les fonctions de maire sans en avoir le titre. En raison de sa santé fragile, il meurt prématurément le 2 avril 1880, à l'âge de cinquante-deux ans. L'abbé Salati repose au cimetière de Saint-Brice. En son souvenir, le parvis de l'église a été baptisée place Louis-Salati en 1984. — Au début du XXe siècle, la chute subite du battant de l'une des quatre grosses cloches tue sur le coup le curé de Saint-Brice. En 1966, le redécoupage des départements d'Île-de-France apporte la création du diocèse de Pontoise pour le territoire correspondant au nouveau département du Val-d'Oise. Saint-Brice demeure une paroisse indépendante, mais forme un regroupement paroissial avec Piscop. Les messes dominicales sont célébrées en l'église Saint-Brice le samedi à 18 h 00 et le dimanche à 11 h 00. Il y a également des messes en semaine, du mardi au vendredi.

### Histoire de l'église

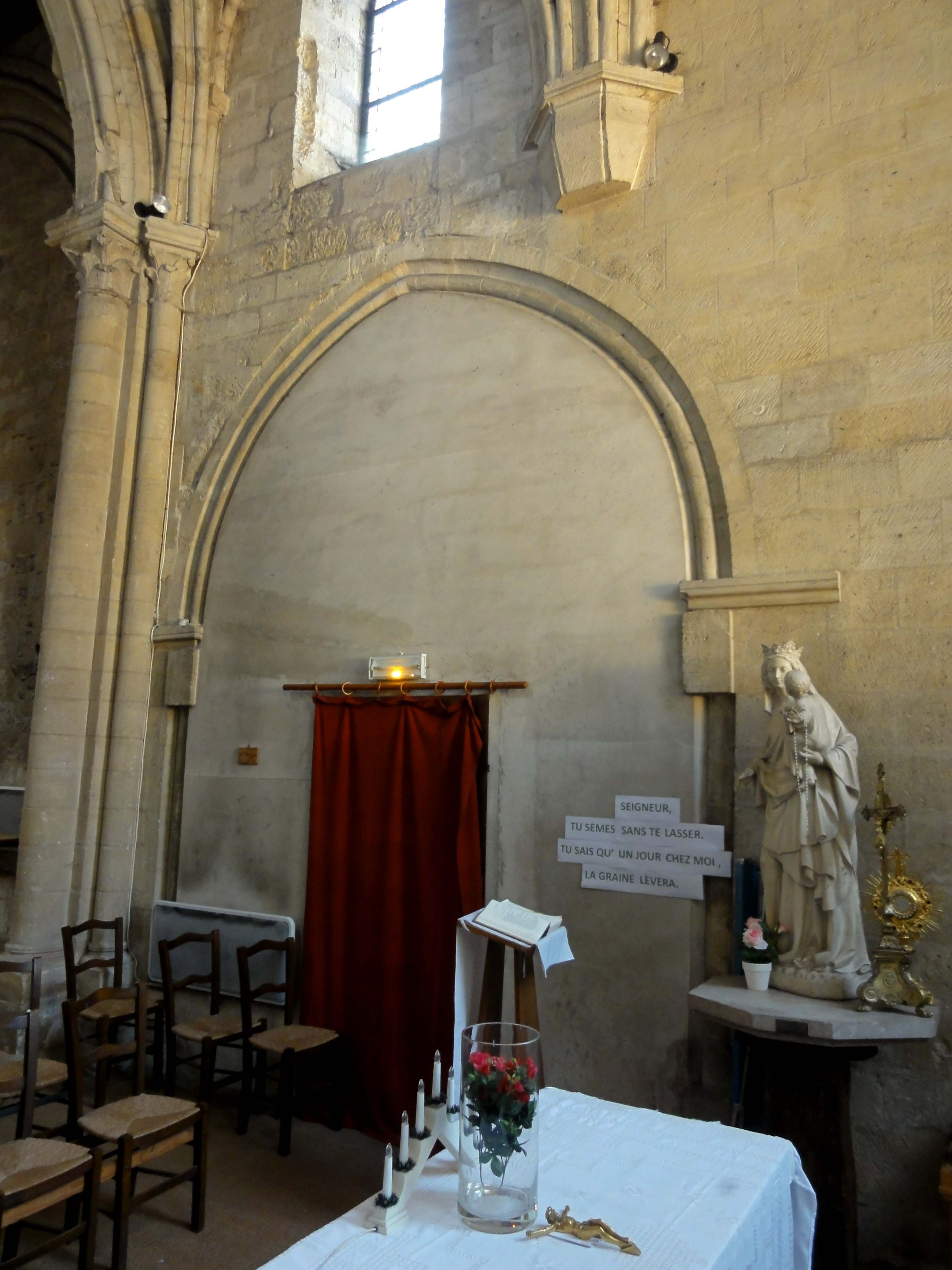
Croisillon nord, arcade bouchée vers le bas-côté.

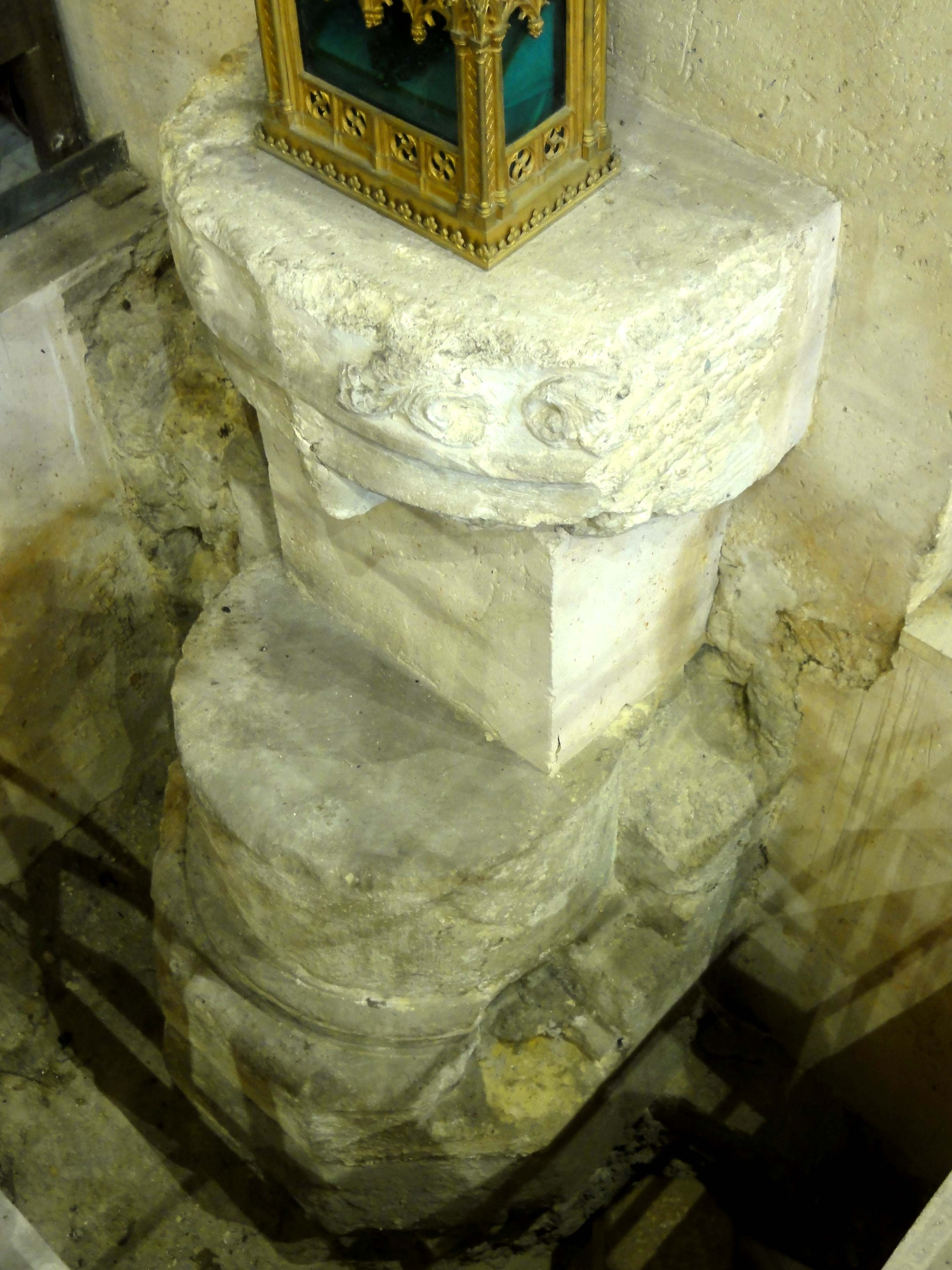
Base et ancien chapiteau de la nef flamboyante.

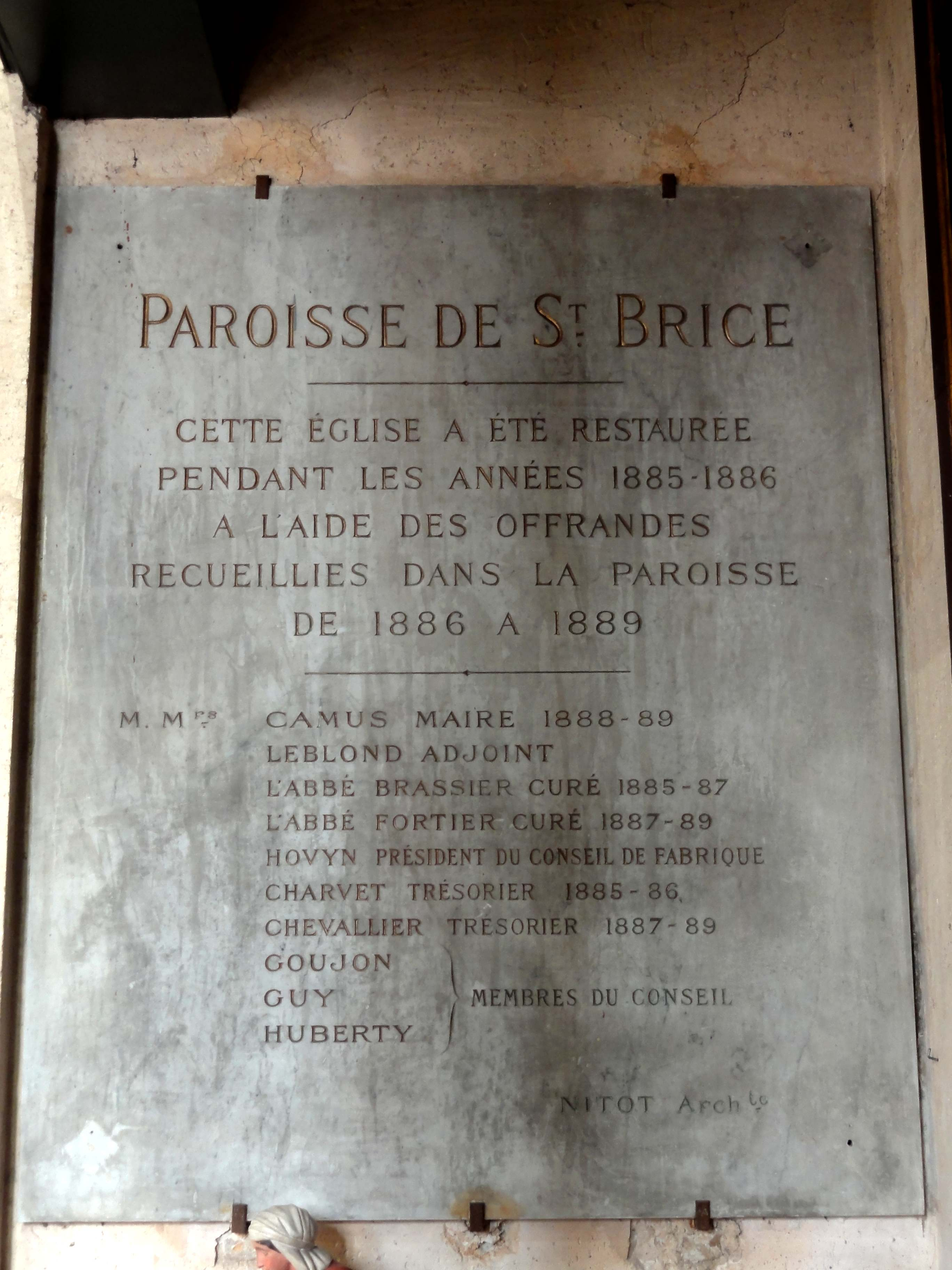
Une plaque commémorative est le seul vestige de la transformation néogothique de 1886-89.

On ne dispose pas de renseignements sur la première église, qui est peut-être une chapelle antérieure à l'érection de la paroisse. Ce sanctuaire est remplacé entre la seconde moitié du XIIe siècle et les années 1220 par une petite église de style gothique, dont subsistent le clocher central se dressant au-dessus de l'ancienne croisée du transept et le croisillon nord. Après la Guerre de Cent Ans, la population de Saint-Brice augmente, et l'église est agrandie pendant le premier quart du XVIe siècle. Une nouvelle nef est bâtie à l'emplacement de l'ancien bas-côté sud et de l'ancien croisillon sud. Elle est complétée par un bas-côté au sud, et par un nouveau chœur à l'est, « dans le goût dont on commença à travailler sous François Ier, et que l'on voulut perfectionner sous Henri II » (abbé Lebeuf). La dédicace et la consécration de cinq autels est faite en 1525. Étant donné cette datation, les nouvelles parties doivent être de style gothique flamboyant. Il n'est pas clair pour quelle raison Mathieu Lours écrit que « d'après la description de l'abbé Lebeuf, dans les années 1740, ces parties nouvelles étaient bâties dans un style comparable à celui de l'église voisine de Groslay, associant structure gothique et décor Renaissance ». En effet, ce n'est qu'une dizaine d'années plus tard que l'architecture Renaissance fait son apparition au nord de Paris, avec le château d'Écouen, puis le portail de Belloy-en-France. L'abbé Lebeuf remarque que l'« cette église n'est ni carrelée ni pavée, mais seulement enduit de plâtre par-dessus la terre ». Au nord, l'ancienne église, amputée du bas-côté et du croisillon sud, est maintenue : « cette ancienne église n'est autre que l'édifice sur lequel est élevé le clocher... », « on a bâti à côté de cette vieille église... »,.
Au troisième quart du XVIIIe siècle, la rectification du tracé de la route royale de Paris à Amiens (la future RN 16, déclassée en RD 11) à travers Saint-Brice nécessite la démolition de plusieurs maisons, et du chœur flamboyant de l'église. Selon Mathon et al., l'ouverture est d'abord fermée par un mur provisoire, et l'orientation liturgique est inversée pour la commodité, car l'extrémité occidentale de l'église n'est pas concernée par les travaux. Les habitants décident à l'occasion de construire une nouvelle église, qui a façade sur la rue, ce qui pérennise la situation du sanctuaire à l'ouest. Selon le baron Ferdinand de Guilhermy, les plans sont d'un architecte nommé Christophle. La première pierre est posée le 7 septembre 1778 par le comte de Vienne, seigneur de Saint-Brice. La bénédiction est célébrée le 22 mai 1780 par l'archevêque de Lyon, Mgr Antoine de Malvin de Montazet, qui est en même temps abbé commendataire de l'abbaye Saint-Victor. Bâtie dans un bref délai, la nouvelle église est d'une grande simplicité. Elle se situe à l'emplacement de la nef et du bas-côté dédicacés en 1525, qui sont donc démolis, sans doute successivement en fonction du progrès du chantier. Le sol est exhaussé, ce qui a permis plus tard de mettre au jour une base flamboyante au nord de l'ancienne nef (un chapiteau flamboyant retrouvé est posé sur cette base). La vieille nef gothique et son bas-côté nord sont probablement conservés en attendant l'achèvement de la nouvelle église. La date de leur démolition n'est pas connue. Après le milieu du XIXe siècle, de Guilhermy écrit que « ce qui reste de l'ancienne église se résume à peu de chose, une travée abandonnée du XIIIe siècle, un clocher, d'assez bonne apparence, de la seconde moitié du XIIe siècle ». La travée abandonnée ne peut être que l'ancien croisillon nord. Les parties du XIIIe siècle conservées en l'état sont donc les mêmes qu'aujourd'hui, et le reste a déjà été démoli. Mathieu Lours écrit toutefois que « seuls le clocher, le bras nord du transept et l'abside du XIIIe siècle furent épargnés, conservés sans doute dans un souci économique, mais aussi identitaire ». Il convient d'ajouter que le croisillon nord est également nécessaire pour contrebuter le clocher. L'ancienne abside aurait « survécu, mutilée et réduite à usage profane, jusqu'assez tard dans le XIXe siècle ». Pour ne pas avoir été signalée par de Guilhermy et pour ne pas avoir empiété sur la rue, il ne peut s'agir que d'une demi-travée ne dépassant pas trois mètres de profondeur,,. La Révolution française apporte sans doute une transformation en temple de la Raison (en automne 1793), comme le donnent à penser les deux médaillons avec les couleurs et les initiales R.F. de la République française, à gauche et à droite du portail sur la rue.
Pendant les années 1885 et 1886, le conseil de fabrique demande aux fidèles des offrandes en vue de rénover l'église. Avec les fonds recueillis, l'église n'est pas seulement réparée, mais subit en même temps une transformation néogothique. Elle concerne l'espace intérieur de l'édifice de la fin de l'Ancien Régime, qui est badigeonné et peint en faux-appareil, et muni de fausses voûtes d'ogives très plates en anse de panier, qui sont réceptionnées sur des colonnettes à chapiteaux. Les colonnettes butent sur des consoles à mi-distance entre les chapiteaux et le sol, ce qui est une faute de goût, tout comme la forme invraisemblable des voûtes imputable à la largeur importante de la salle, qui aurait requise une subdivision en deux ou trois vaisseaux pour rester cohérent avec l'architecture gothique que l'on cherche à imiter. En plus, comme l'observe Mathieu Lours, la transformation rend l'église plus obscure et plus terne. — Le clocher s'élevant sur l'ancienne croisée du transept et l'ancien croisillon nord sont classés aux monuments historiques par arrêté du 17 septembre 1964. — Le décor néogothique vieillit mal et est de moins en moins appréciée. Pendant les années 1970, la municipalité décide donc de le supprimer. En 1980, elle lance une importante restauration, qui révolutionne une fois de plus l'aspect intérieur. L'inconvénient est que l'architecture néoclassique de la fin du XVIIIe siècle ne peut être restituée. La charpente est laissée apparente, et par ses dimensions et son style, l'église évoque désormais un hangar industriel du XIXe siècle. Une nouvelle entrée est aménagée au sud. L'orgue Suret de 1889 disparaît, et est remplacé par un instrument Gonzalez de quatorze jeux en 1889.

## Description

### Aperçu général

Plan de l'église.

Orientée à peu près irrégulièrement, avec une légère déviation de l'axe de l'édifice vers le nord-est du côté de l'ancien chevet, l'église répond à un plan irrégulier et se compose de deux parties bien distinctes. Elle consiste, pour l'essentiel, d'une vaste salle de sept travées, dont les deux travées occidentales ont vocation de chœur liturgique. Cette salle est recouverte par un toit à deux rampants à charpente apparente. Le portail se situe dans la cinquième travée du sud, et est protégé par un porche. La sacristie est accolée à la sixième travée du sud, à gauche du portail. Le portail de la fin du XVIIIe siècle n'est plus utilisé. La tribune d'orgue occupe le début du vaisseau, au-dessus du portail. Au nord, la deuxième travée comporte une grande arcade ouvrant sur la base du clocher, en même temps ancienne croisée du transept. Cette arcade est fermée par des vitrages. Ensuite, les trois travées suivantes comportent des grandes arcades ouvrant sur la chapelle de la Vierge, qui se présente comme un bas-côté. La chapelle est bâtie à l'emplacement de l'ancienne nef, démolie sans doute à la fin de l'Ancien Régime. À l'ouest, elle communique également avec la base du clocher. Avec l'ancien croisillon nord, autre vestige de l'église du XIIIe siècle, cette travée forme une chapelle, qui est utilisée pour les messes de semaine, les adorations eucharistiques et les baptêmes.

### Intérieur

#### Vaisseau central

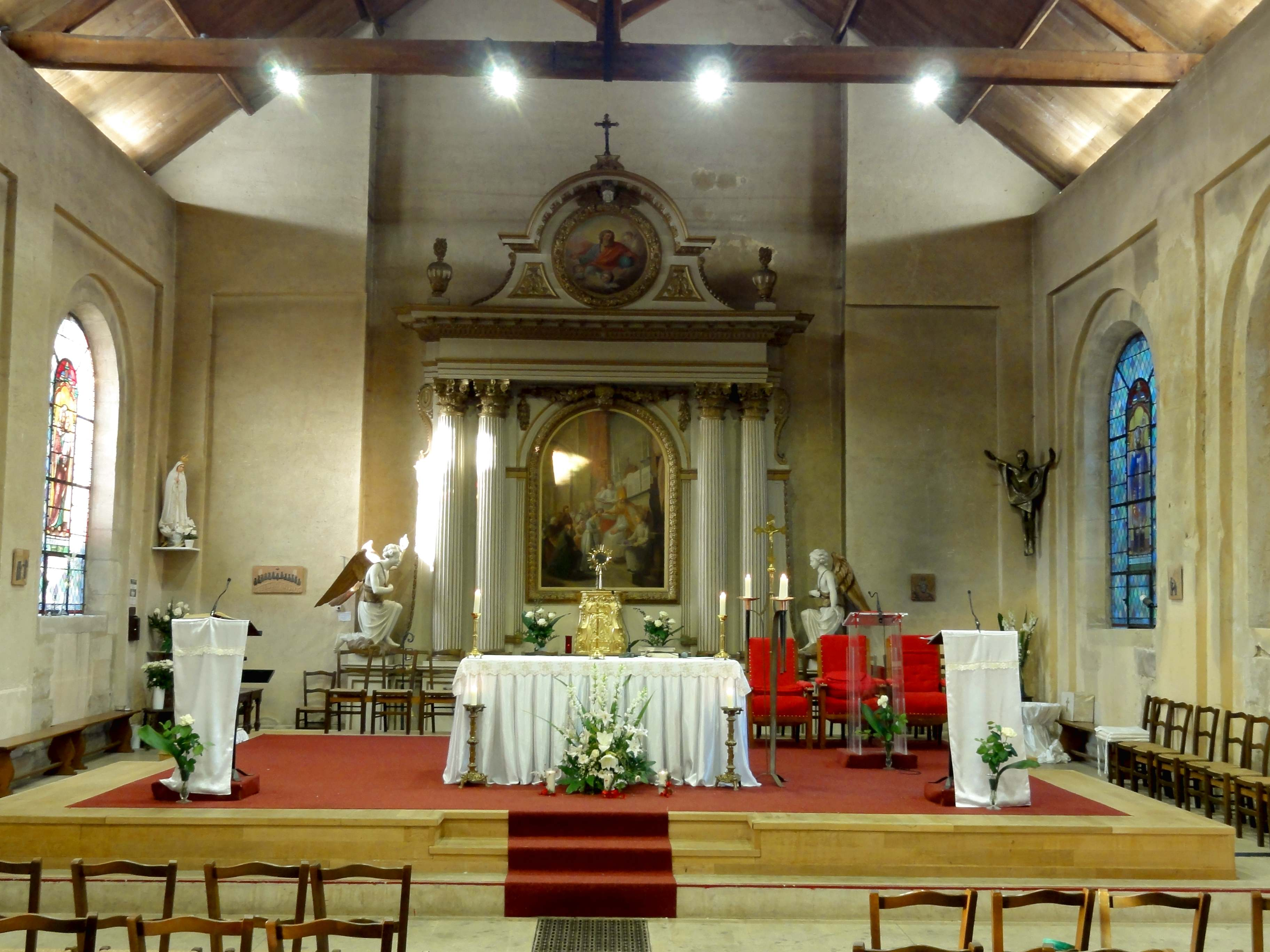
Chœur liturgique.

Si, à propos du vaisseau central, l'on peut parler d'architecture, ce terme ne peut s'appliquer qu'aux élévations latérales, qui sont un « sobre dérivé rustique du style néo-classique alors en vogue ». En effet, le chevet est un simple mur, qui comporte une niche sur toute sa hauteur, équivalente à la moitié de sa largeur, et encadrant le retable du maître-autel de 1781. À l'est, au-dessus de la tribune d'orgue, un triplet de trois baies en plein cintre laisse entrer le jour. L'espace en dessous de la tribune est occupé par un local de rangement et par une cage d'escalier, de part et d'autre du dégagement devant le portail, qui est séparé du reste de l'église par une porte en verre à double vantail. Le caractère sacré de l'édifice n'est mis en exergue que par le retable, l'ancien maître-autel et son tabernacle ; par cinq statues ; par deux tableaux et par les verrières hagiographiques. Les murs sont recouverts par un enduit en ocre. Les fermes de la charpente reposent directement sur les murs gouttereaux. Sauf dans la première travée qui comporte la tribune, ceux-ci sont structurés de la façon suivante. Une scansion verticale est apportée par des pilastres plats, sans décor sculpté ni mouluration, qui supportent un entablement ébauché. Une arcade en plein cintre s'inscrit dans le rectangle ainsi délimité. Dans le cas de l'avant-dernière travée du sud, qui est adjacente à la sacristie, l'arcade est murée, et comporte une petite porte rectangulaire surmontée d'une niche à statue. Dans le cas de la travée précédente, celle du portail, l'arcade est bouchée par une cloison en bois et la porte. Dans le cas des travées comportant une fenêtre en plein cintre, l'arcade est factice, et sert à mettre en valeur la fenêtre, qui est donc un peu moins large et un peu moins élevée que l'arcade. Les fenêtres sont ainsi entourées d'un double ressaut, avec l'arcade et avec les pilastres. Des arcades proprement dites n'existent donc que dans la seconde à la cinquième travée du nord. Trois parmi elles ouvrent sur la chapelle de la Vierge. Ici, les piliers entre les arcades, et à l'est de la dernière arcade, présentent un appareil apparent en pierre de taille un bandeau mouluré. Son profil consiste d'une plate-bande entre un triple ressaut en bas, et un double ressaut en haut. Mathieu Lours qualifie ces piliers de toscans. Ils apportent, malgré leur simplicité, un peu de solennité, qui fait regretter l'absence de toute mouluration sur les autres piliers. Rien n'est à dire de la chapelle de la Vierge, qui est un bas-côté sous un toit en appentis descendant très bas, et éclairé par une baie à l'est et trois baies au nord.

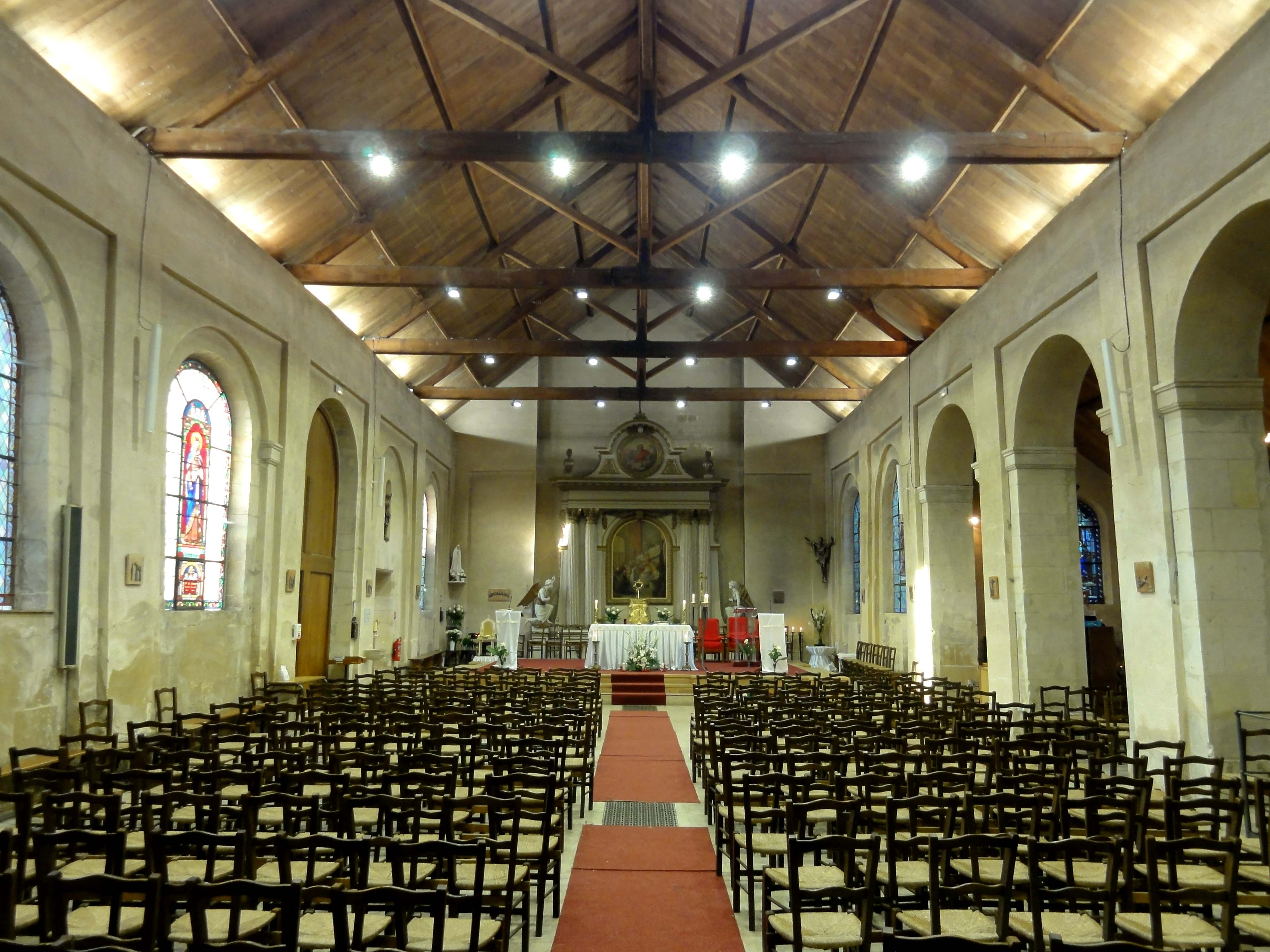
Vue vers l'ouest.
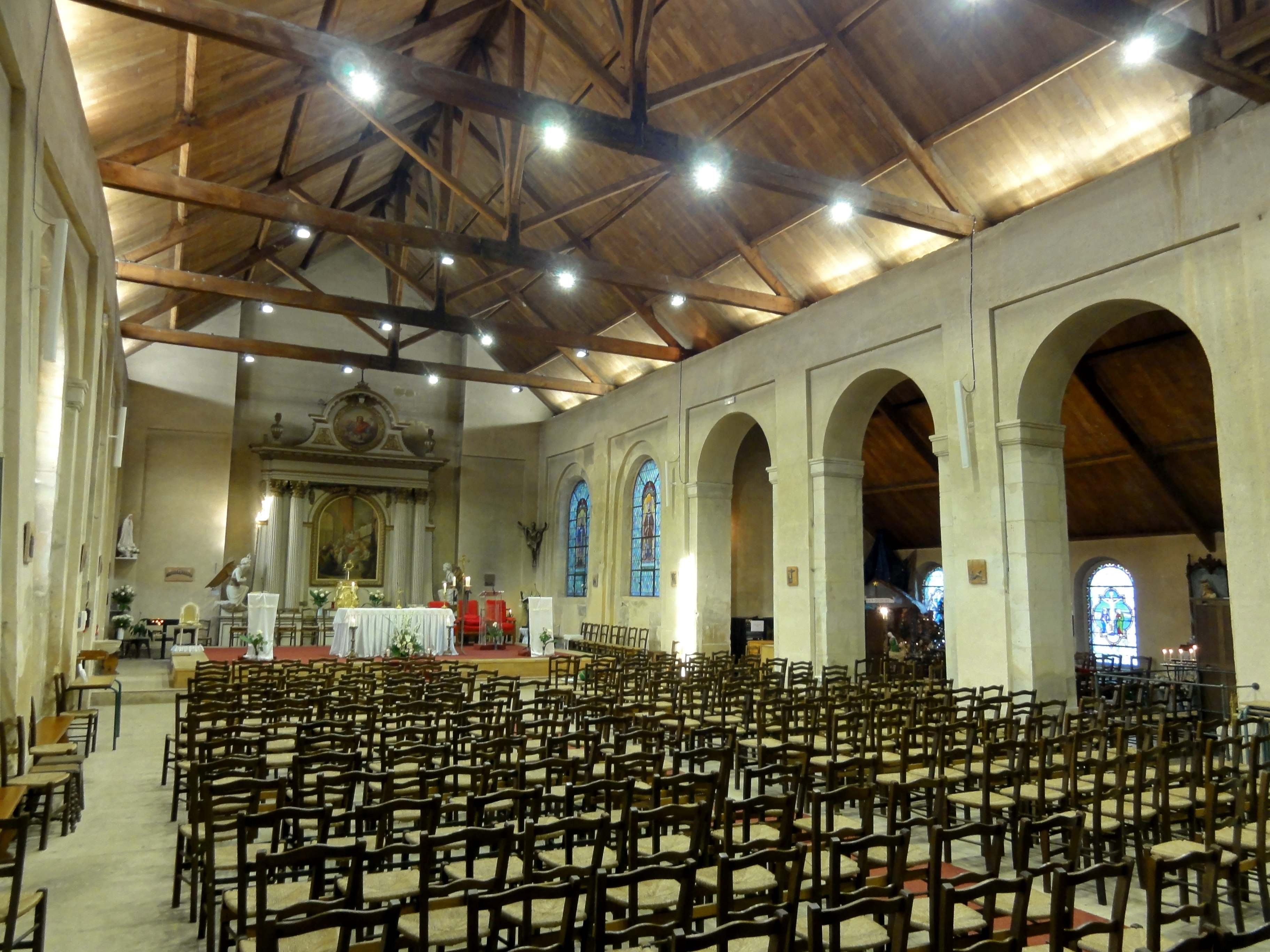
Vue vers le nord-ouest.
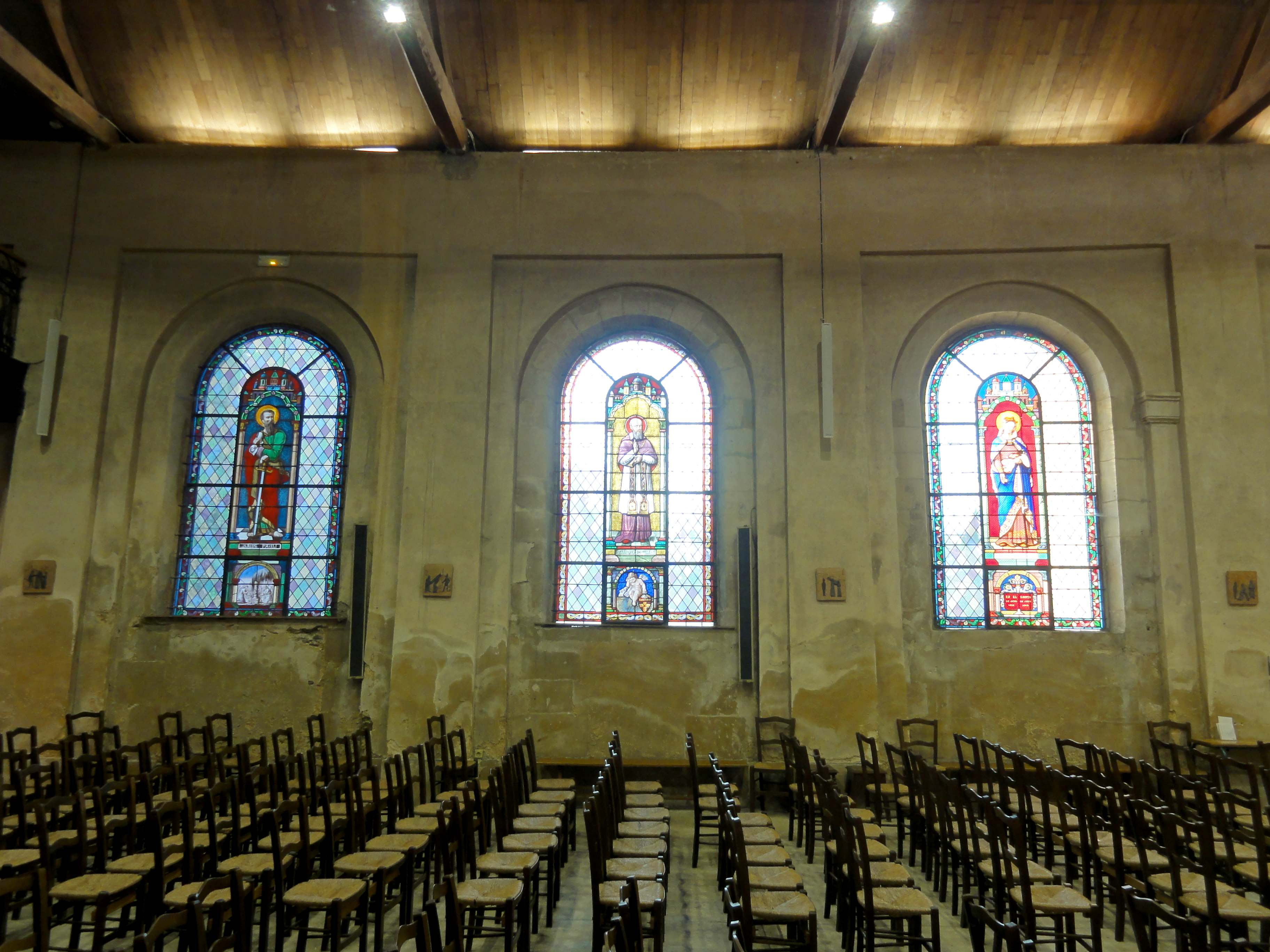
Fenêtres côté sud.
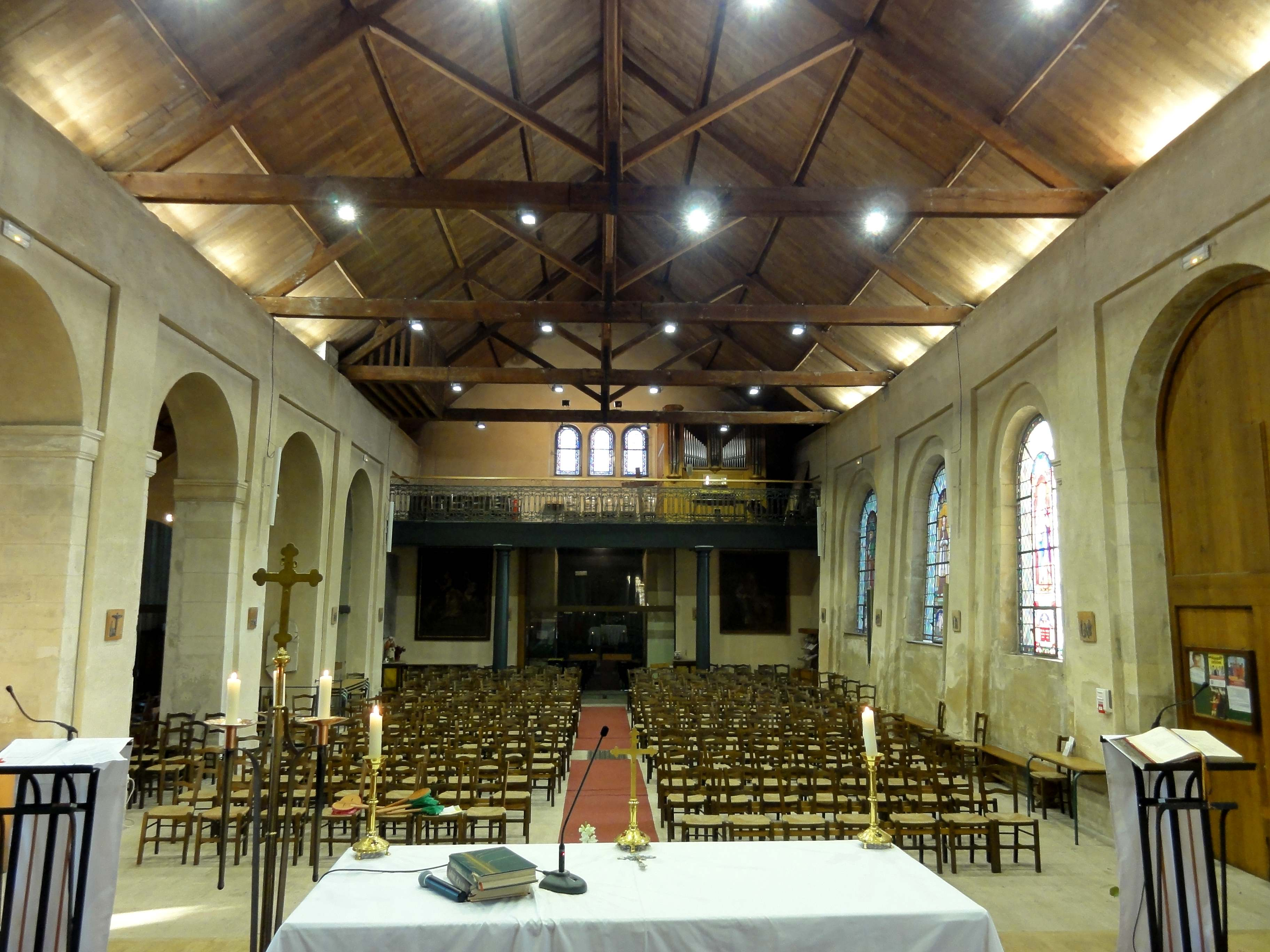
Vue vers l'est.
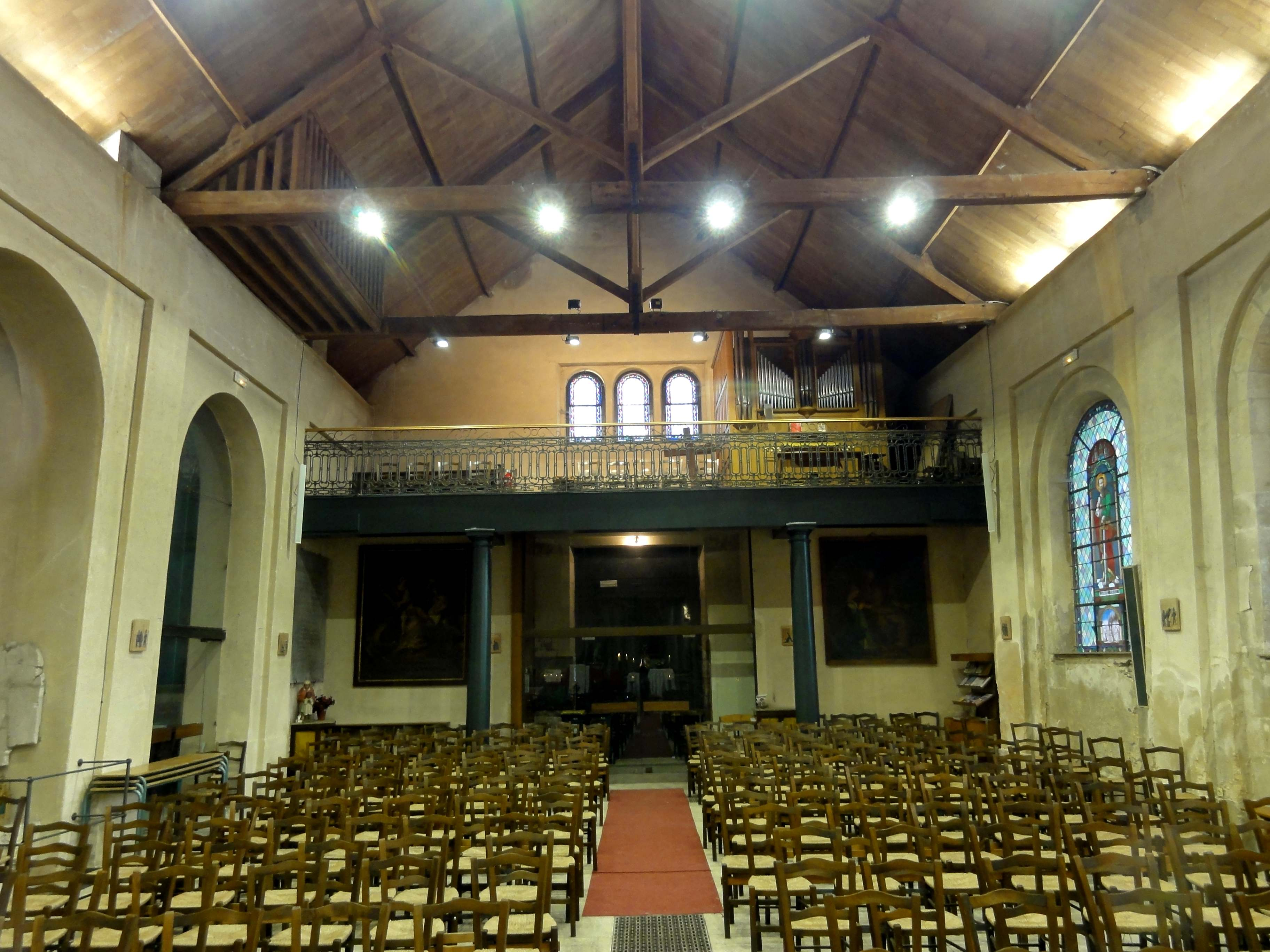
Vue vers l'est.
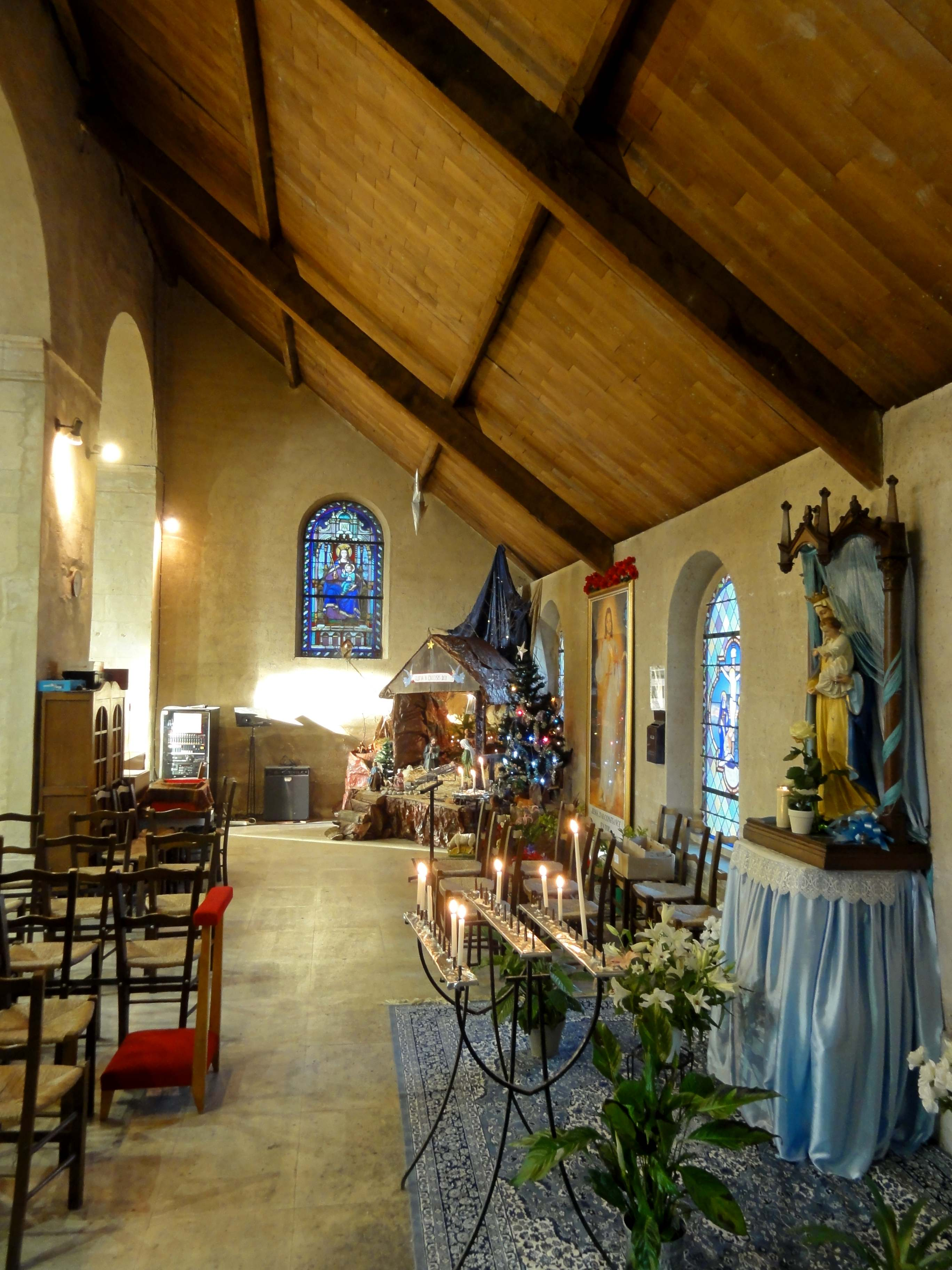
Chapelle de la Vierge.

#### Base du clocher et croisillon nord

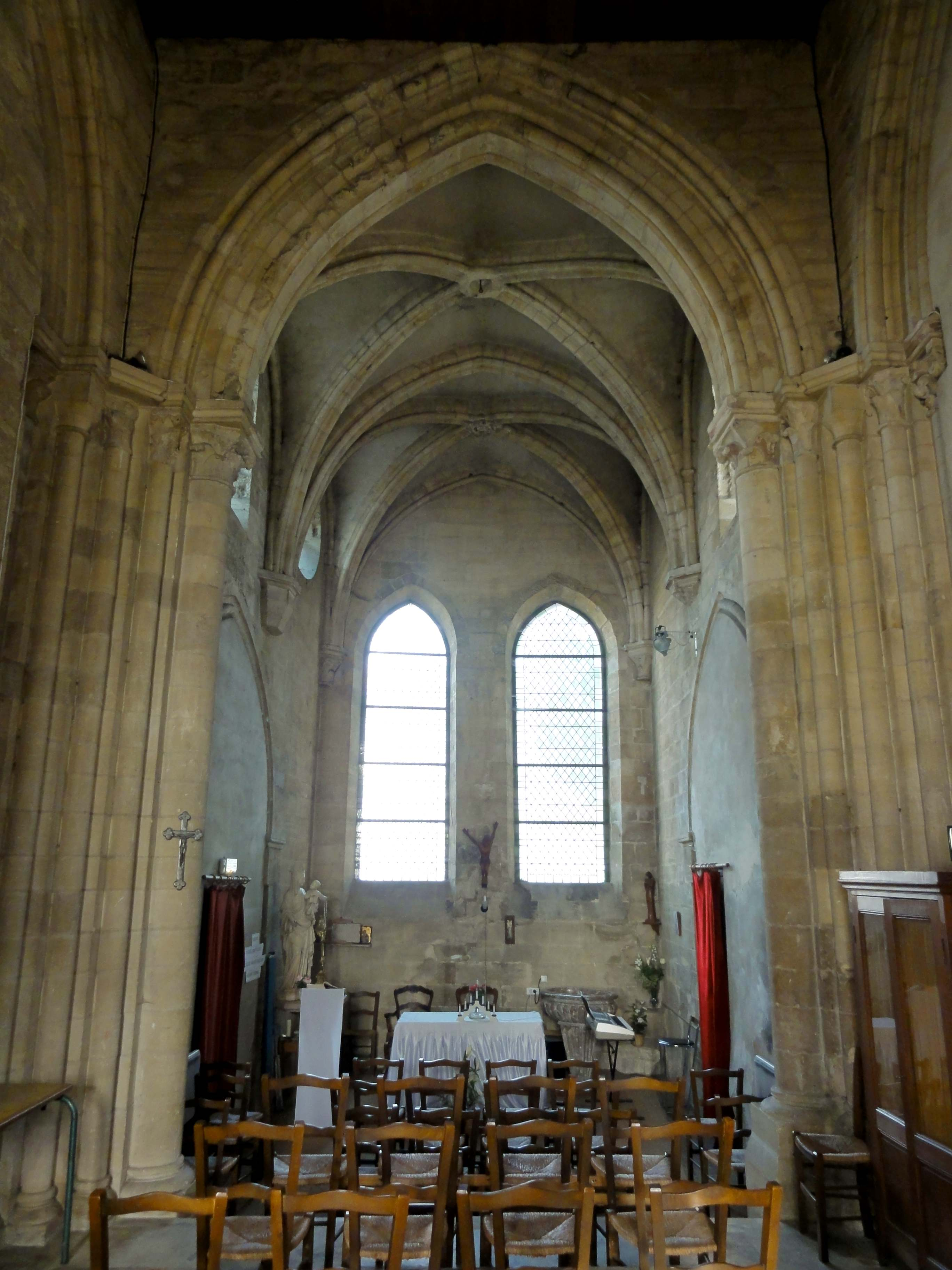
Base du clocher, vue vers le nord dans le croisillon.

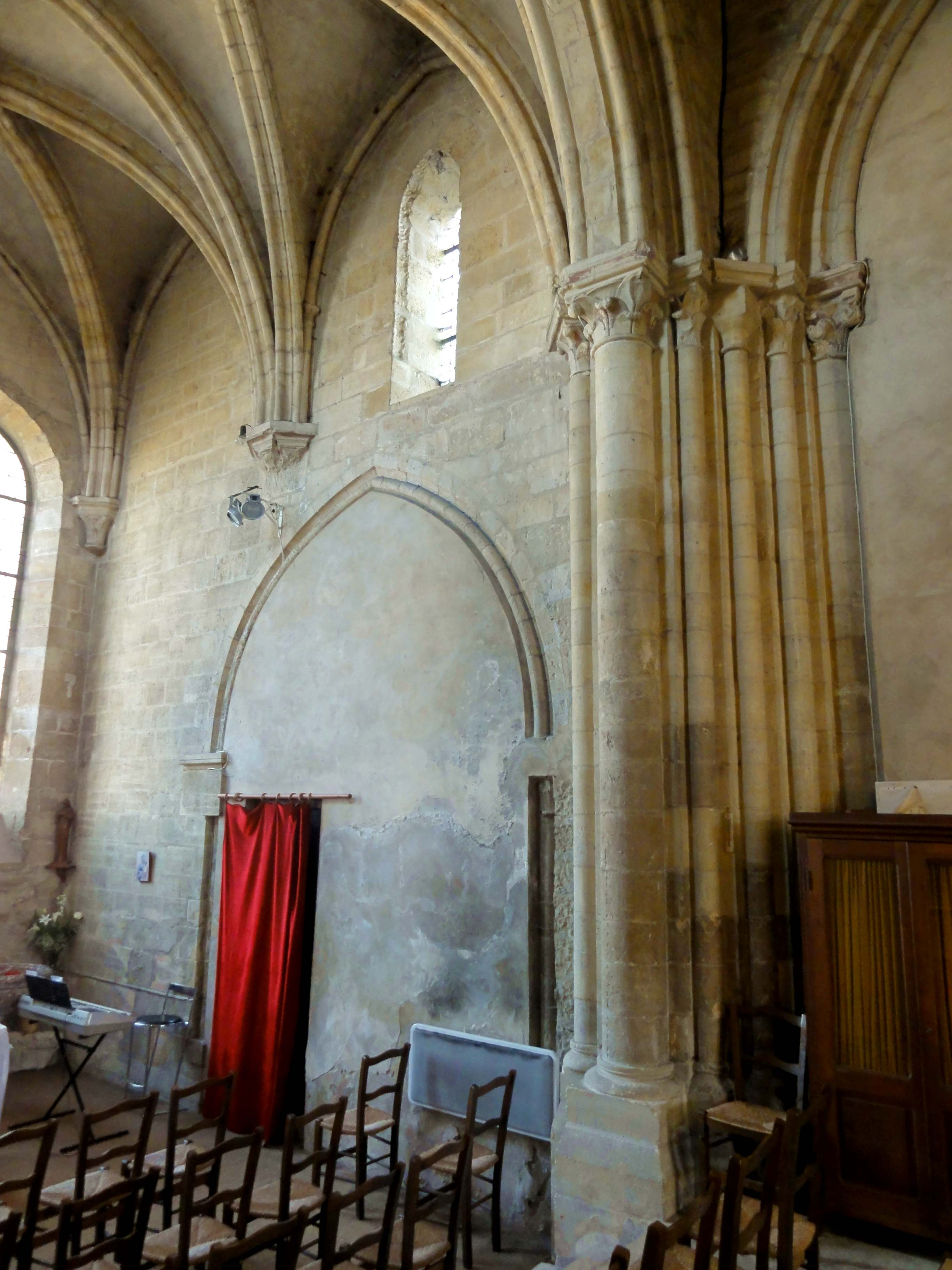
Base du clocher, vue sur l'élévation est du croisillon.

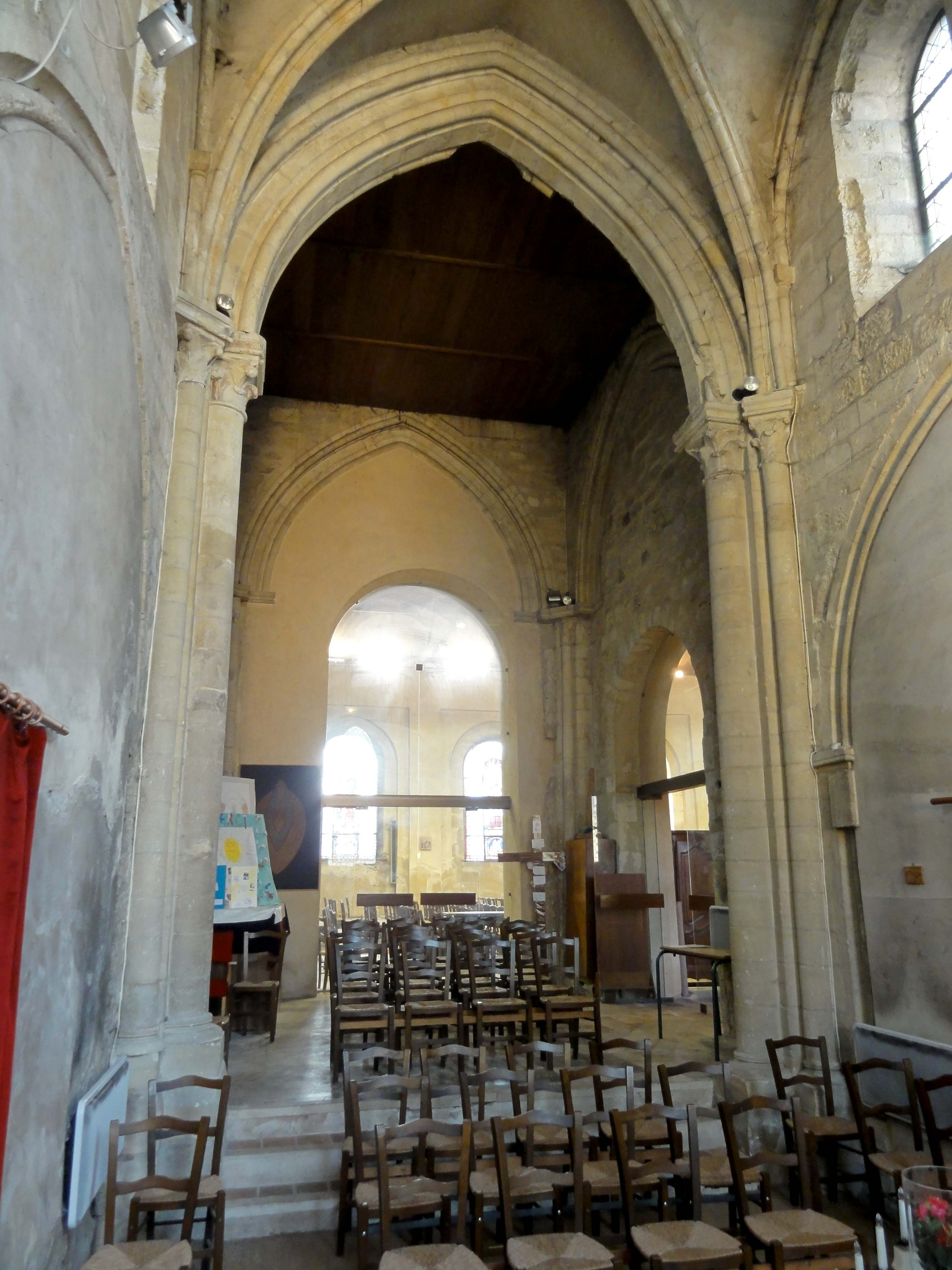
Croisillon nord, vue vers le sud dans la base du clocher.

La base du clocher et le croisillon nord sont les parties les plus intéressantes de l'église, mais elles n'ont pas toujours été respectées, et ont subi de nombreuses mutilations à une période indéterminée. Dans la base du clocher, la voûte a été démolie, à moins qu'elle ne se soit effondrée, et c'est peut-être à ce moment qu'une partie des chapiteaux et fûts de colonnette ont été détruits. Un seul fût subsiste dans l'angle sud-ouest, et deux dans l'angle sud-est. Dans le croisillon, le cul-de-lampe recevant les nervures des voûtes à l'ouest a été remplacé par un bloc simplement épannelé, et son homologue à l'est a été gravement endommagé. La première clé de voûte est également endommagée. En plus, le bouchage de la plupart des arcades ou arcs-doubleaux est nuisible à l'esthétique. Seulement le doubleau entre base du clocher et croisillon nord est conservée en l'état. La base du clocher communique toujours avec la nef de la fin du XVIIIe siècle et la chapelle de la Vierge, qui se substitue à la nef gothique, mais par des arcades nettement plus petites que les anciens doubleaux. Ainsi, la base du clocher donne l'impression d'un édifice à moitié ruiné, et sommairement réparé. Le croisillon nord a mieux résisté aux injures du temps, et donne encore un bel aperçu de la qualité de l'architecture de l'église du début du XIIIe siècle. La datation des années 1200 n'est par ailleurs pas clairement établie. Mathieu Lours, ni aucun autre auteur, n'a étudié les chapiteaux. Le baron Ferdinand de Guilhermy situe la base du clocher pendant la seconde moitié du XIIe siècle, et le croisillon nord au XIIIe siècle. Les chapiteaux du croisillon et des arcades bouchées vers le bas-côté et la chapelle latérale disparus montrent en effet un style nettement plus avancé,.
L'ancienne croisée du transept était définie par quatre doubleaux en tiers-point, qui sont à double rouleau. Le rouleau inférieur est mouluré d'un méplat entre deux tores dégagés, et les rouleaux supérieurs sont pareillement moulurés d'un tore dégagé. C'est le profil le plus répandu pour les arcades et doubleaux à la première période gothique. Par l'intermédiaire des tailloirs carrés des chapiteaux, le rouleau inférieur retombe sur une colonne engagée appareillée en tambour, et le rouleau inférieur retombe sur des colonnettes logées dans des ressauts des piles du clocher. Avec les colonnettes réservées aux ogives, qui ont le tailloir planté de biais, on obtient ainsi des piles cantonnées de quatre colonnes et de douze colonnettes, soit trois colonnettes dans chaque angle entre deux colonnes. Le profil des tailloirs se compose, du haut vers le bas, d'une plate-bande, d'un filet, d'un cavet et d'un boudin. Sauf les tailloirs des gros chapiteaux dans l'angle nord-est, ils ont tous été refaits. Six parmi les douze petits chapiteaux d'origine subsistent à ce jour, ainsi que quatre parmi les huit gros chapiteaux, dont deux engagés dans des murs bouchant les doubleaux. Les corbeilles sont sculptées de motifs végétaux inspirés de la flore aquatique locale, avec deux rangs de feuilles plates aux extrémités recourbées. Malgré sa simplicité, la sculpture est vigoureuse, et au nord du mur qui bouche le doubleau vers le chœur disparu, l'on trouve par ailleurs un motif plus complexe, avec des volutes d'une forme inhabituelle. Dans le même angle, des traces notables de la polychromie architecturale d'origine demeurent visibles. Les éléments sculptés y sont rehaussés en ocre rouge et jaune.
L'ancien transept était débordant, c'est-à-dire, ses bras étaient plus profonds que les bas-côtés n'étaient larges. Souvent les transepts sont composés de trois travées carrées, mais en l'occurrence, la largeur relativement importante des bas-côtés a donné lieu à des croisillons barlongs dans le sens nord-sud. De ce fait, le croisillon nord a reçu deux voûtes d'ogives successives. Pourtant, il ne consiste que d'une unique travée. Ceci est une disposition d'une grande rareté, qui n'a pas son pareil dans les environs. Les croisillons de Saint-Jean-aux-Bois ont une voûte sexpartite, et le croisillon sud de Guiry-en-Vexin a deux voûtes séparées par un doubleau perpendiculaire à l'axe du vaisseau central, ce qui donne un pilier libre du côté de la croisée du transept. Les croisillons de Mello et Taverny, de quelques grandes églises romanes telles que Saint-Étienne de Beauvais et Morienval, et de quelques églises comportant des collatéraux doubles comme Magny-en-Vexin et Vétheuil, ont deux travées successives. Ces cas ne sont donc pas comparables. Puisque l'arcade vers le bas-côté et la chapelle disparus étaient beaucoup plus larges que l'une des deux voûtes, il n'y avait pas moyen de prévoir des faisceaux de colonnettes à leur intersection. Les nervures des voûtes sont donc réceptionnées sur des culs-de-lampe, dont le tailloir adopte un plan trapézoïdal. Sur la partie inférieure du tailloir, des entailles verticales suggèrent trois tailloirs distincts, et il y avait de même trois corbeilles de chapiteau distinctes, qui étaient à une seule face. La sculpture est à ce jour réduite à quelques vestiges. Au XIIIe siècle, les culs-de-lampe ne sont pas très fréquents, et le plus souvent, la corbeille est unique, comme dans les croisillons de Jouy-le-Moutier ou le vaisseau central de Saint-Jean-aux-Bois. Les autres dispositions sont plus habituelles. Les ogives et le doubleau sont au profil d'une arête entre deux tores, et les clés de voûte sont des rosaces d'une grande délicatesse. Au sud, dans les angles sud-est et sud-ouest, le rouleau supérieur du doubleau vers le carré du transept, les ogives et les formerets se partagent une même colonnette à chapiteau. Les formerets ne retombent pas directement sur le tailloir, mais sur une courte colonnette à chapiteau superposée à l'autre. Au nord, les ogives et formerets retombent ensemble sur le tailloir d'un chapiteau unique. Ce sont aujourd'hui des culs-de-lampe, car les fûts ont été supprimés. Ici, les tailloirs sont au plan d'un quart-d'octogone, et les chapiteaux sont sculptés de feuilles striées aux extrémités enroulées en crochets. Cette sculpture schématisante et éloignée du modèle dans la nature est d'une certaine monotonie et sécheresse, et se retrouve aussi sur les chapiteaux des arcades bouchées vers le bas-côté et la chapelle disparus. L'éclairage est assuré par deux hautes lancettes simples dans le mur du fond ; par des petites fenêtres en arc brisé au-dessus des arcades bouchées ; et par un oculus au même niveau, du côté est.

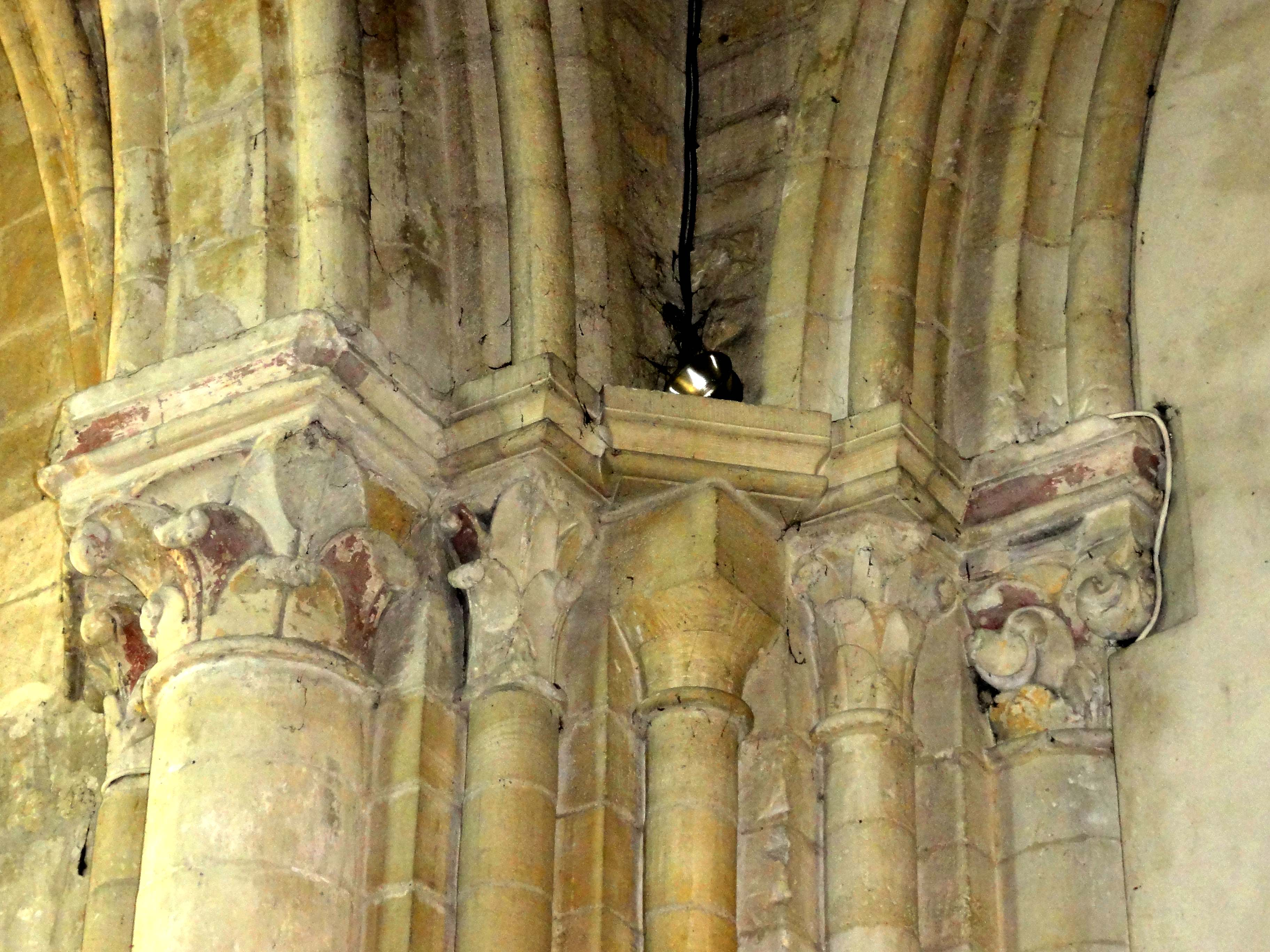
Base du clocher, chapiteaux au nord-est.
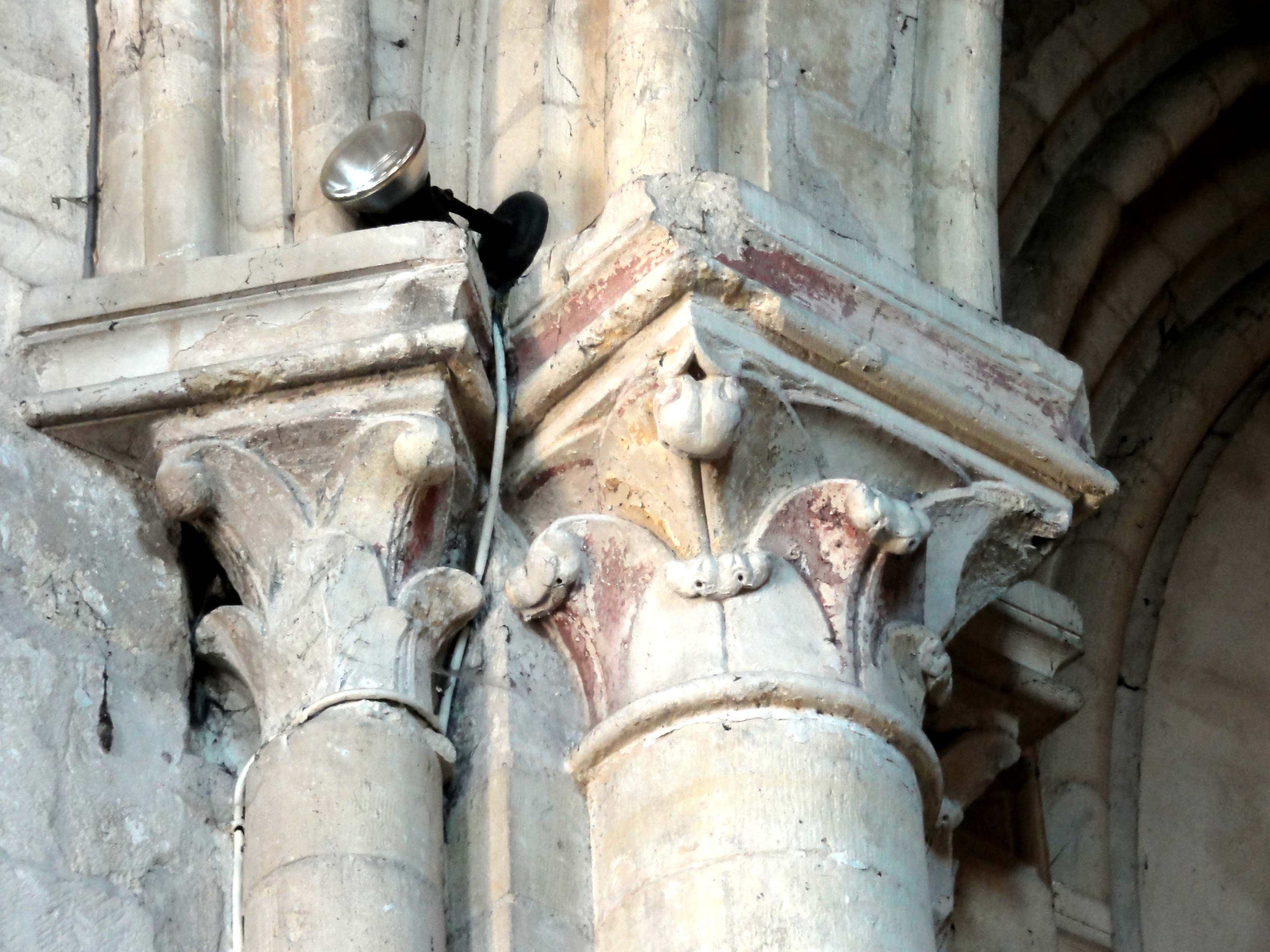
Croisillon, chapiteaux au sud-est.
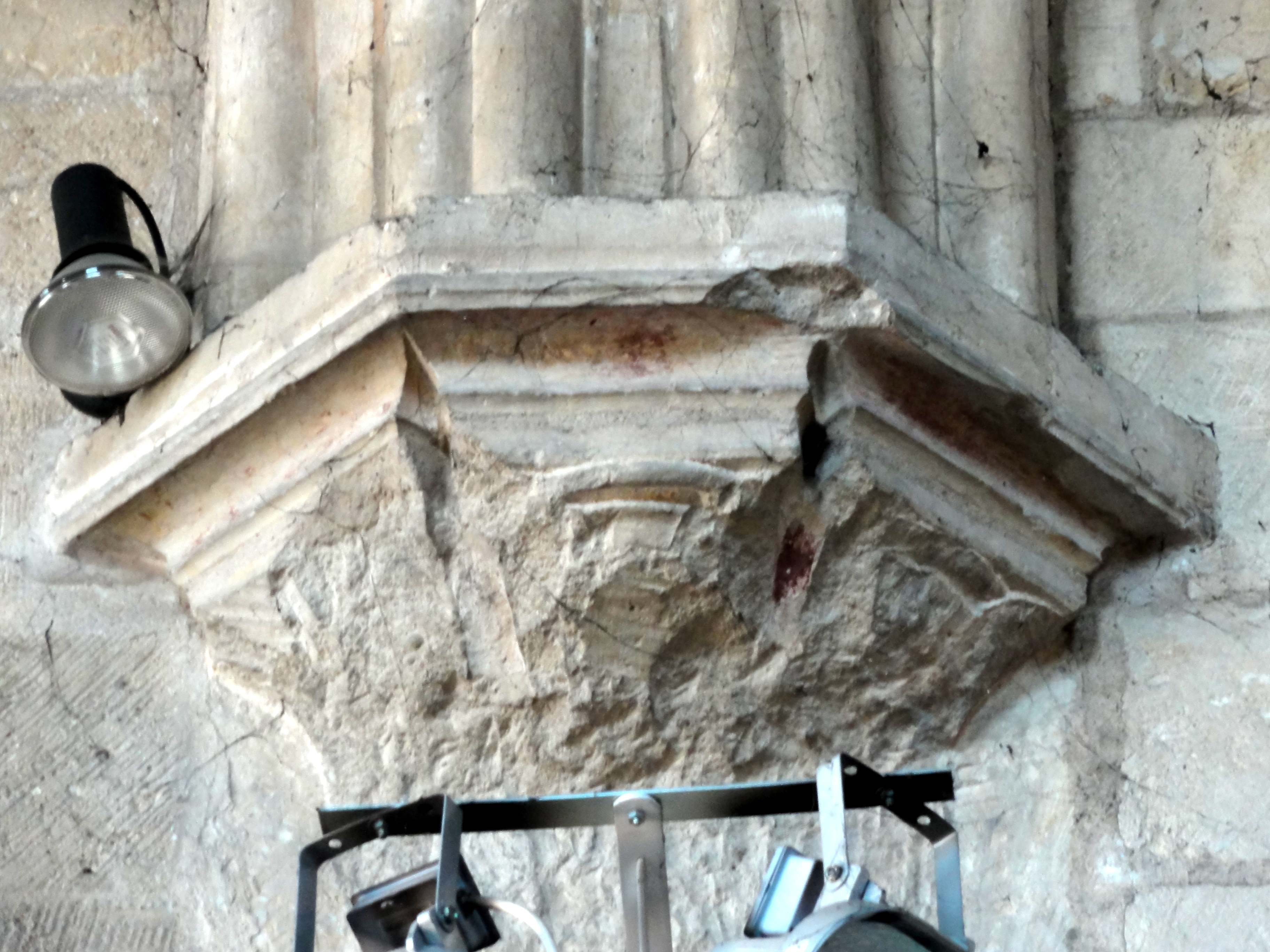
Croisillon, cul-de-lampe côté est.
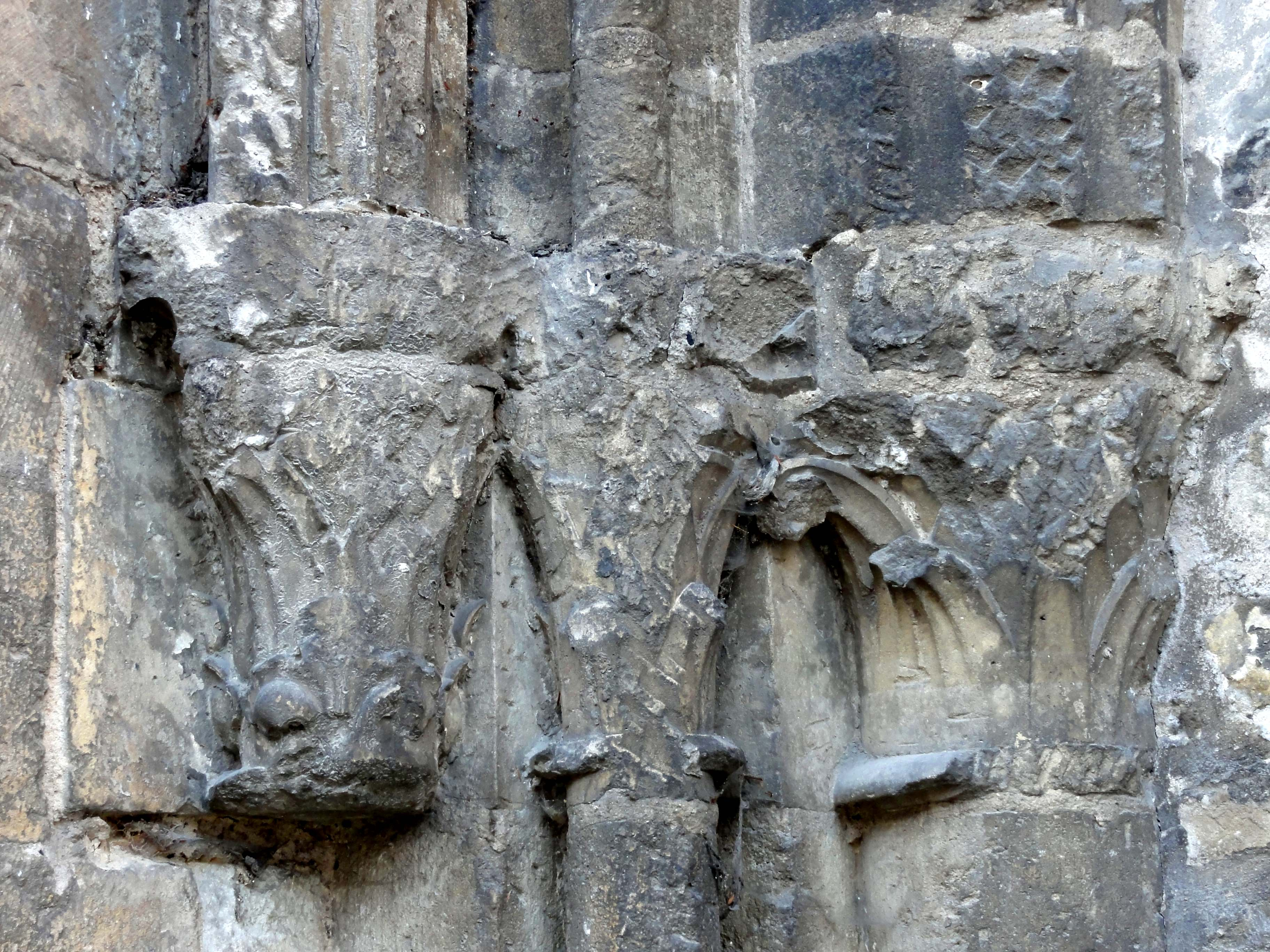
Chapelle latérale, chapiteaux au sud-ouest.
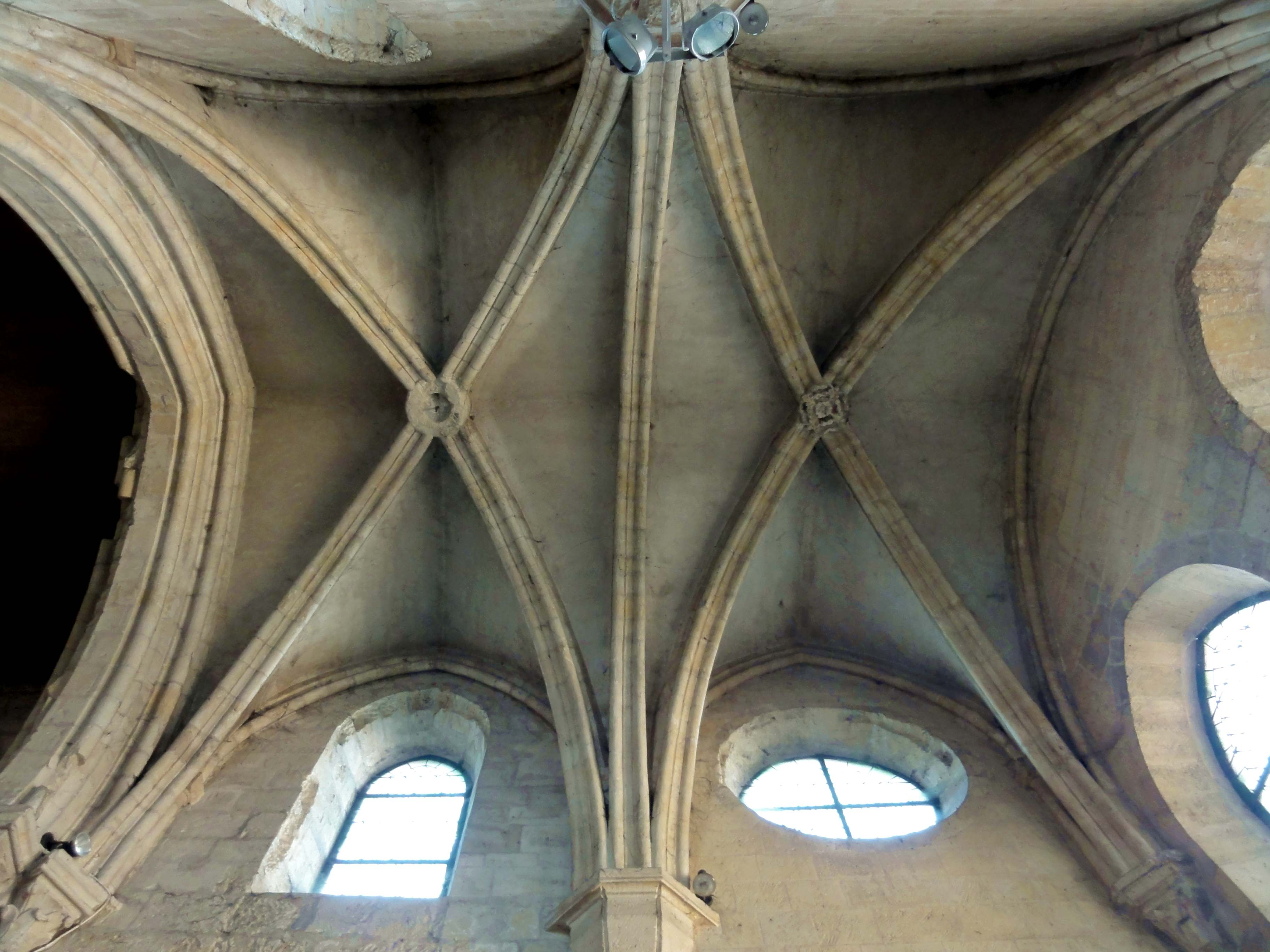
Voûtes du croisillon nord.
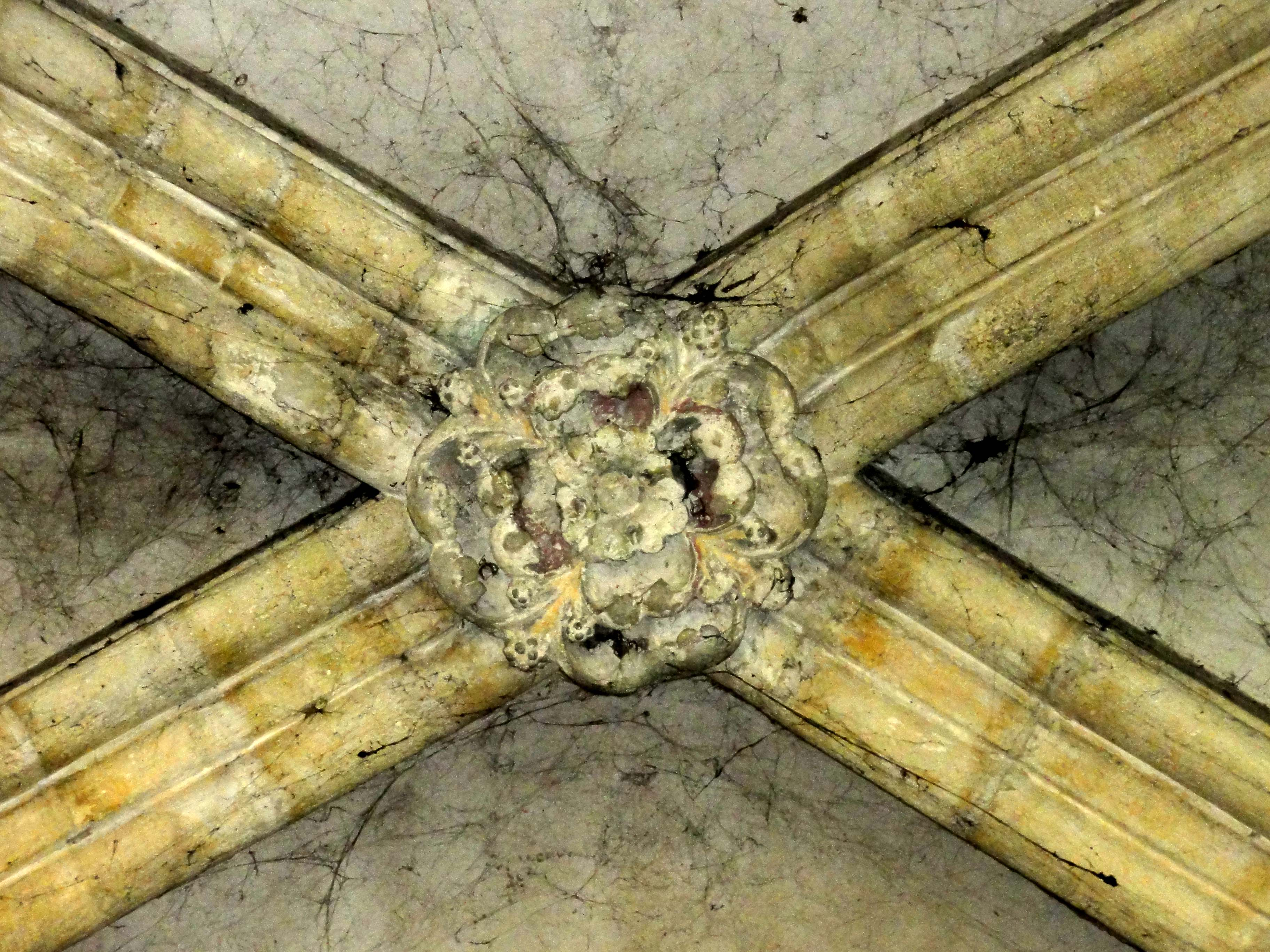
Clé de voûte de la 2e voûte du croisillon.

### Extérieur

#### Clocher et transept gothique

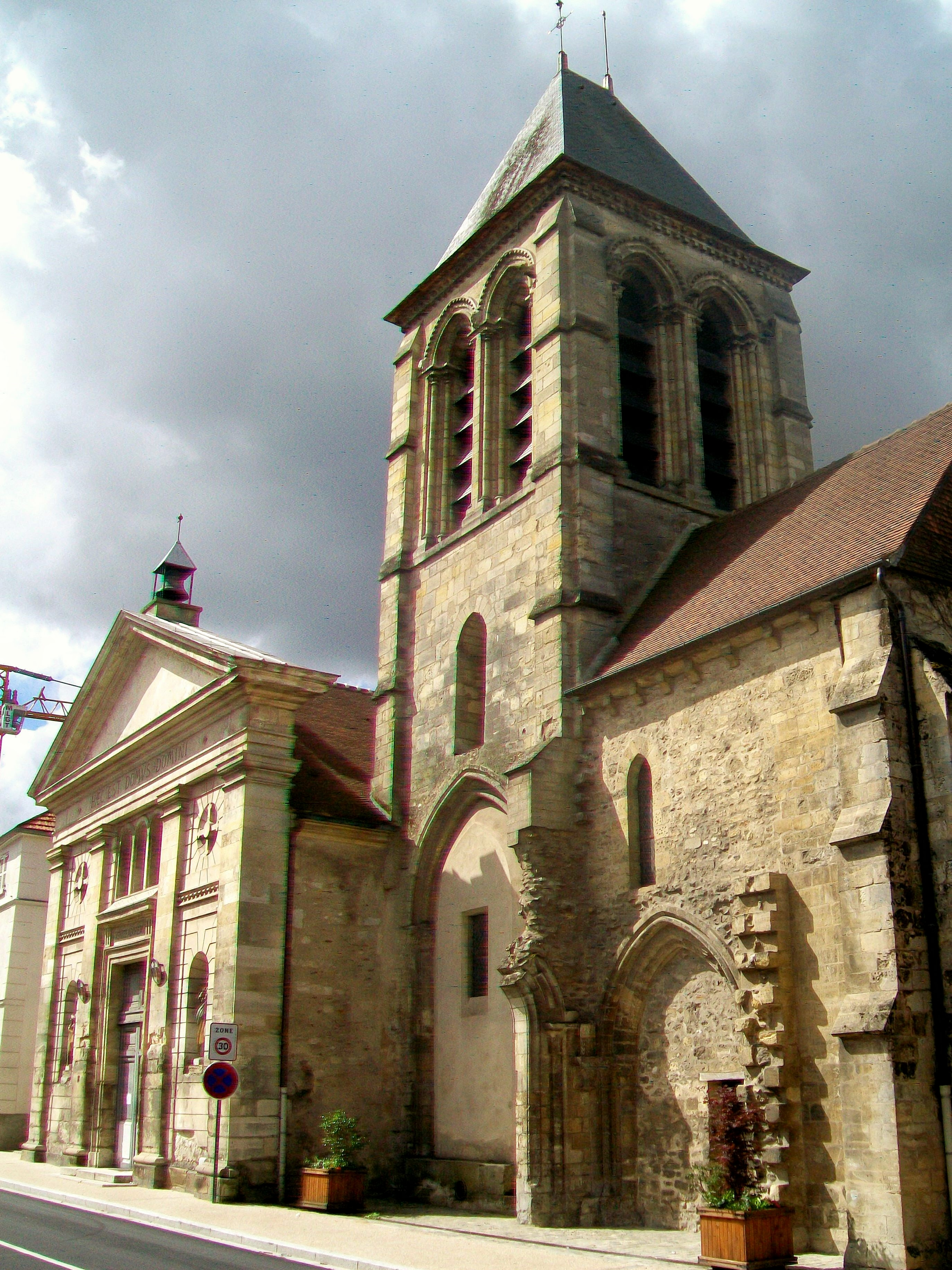
Vue depuis le nord-est.

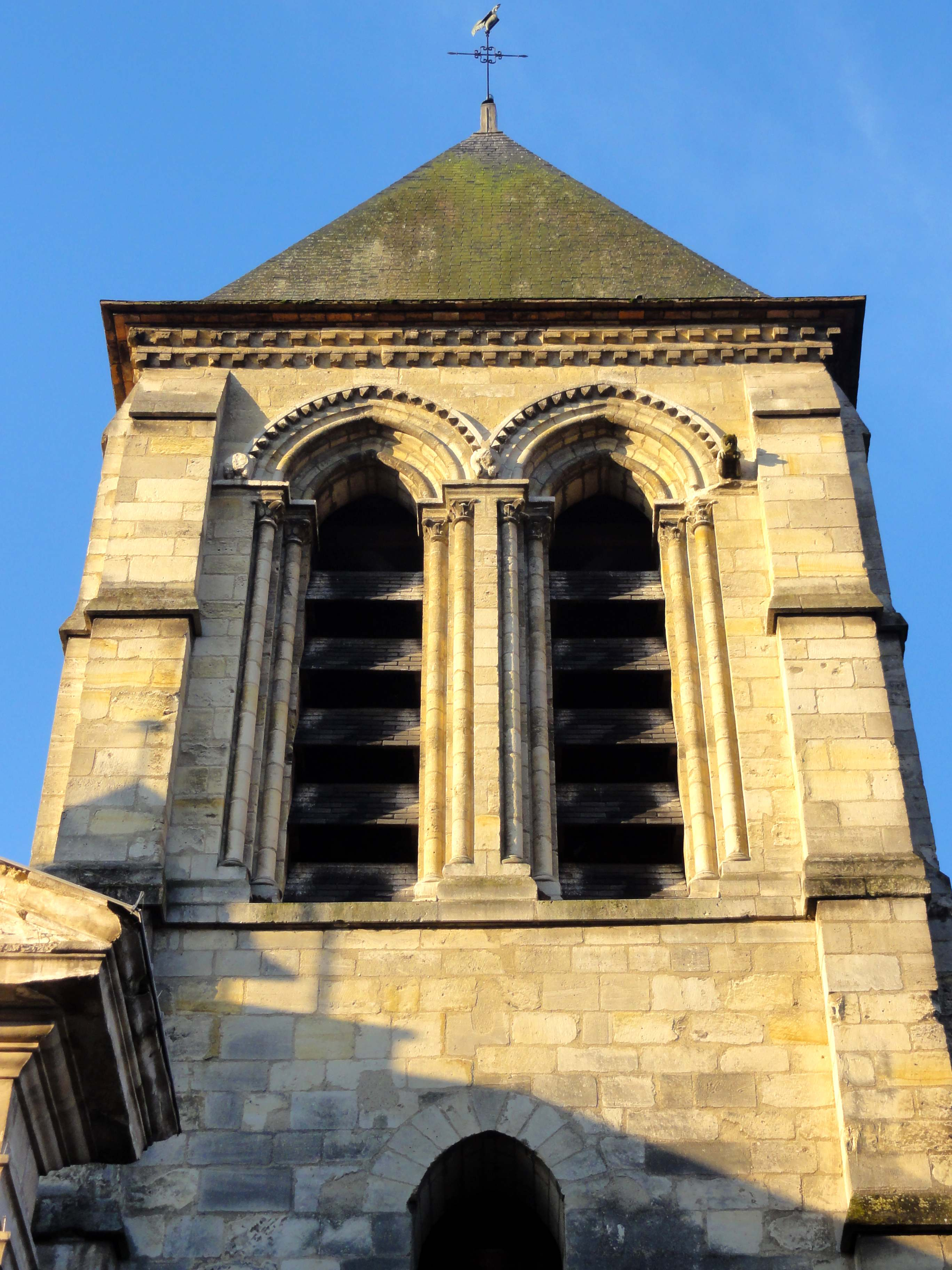
Clocher, côté est.

Le clocher est à l'origine un clocher central, dont la base correspond à la croisée du transept et n'est pas visible depuis l'extérieur. Ce n'est que depuis la démolition du chœur gothique et de l'ancienne nef que la base est devenue visible à l'est et à l'ouest, où les arcades bouchées témoignent des mutilations que l'église gothique a subies. Au-dessus de la base, un étage intermédiaire sert à donner assez d'élévation à l'étage de beffroi. Il est ajouré d'une baie unique en arc en mitre du côté est. Seulement l'étage de beffroi présente un réel intérêt. Conformément à la tradition des clochers gothiques et romans du nord de l'Île-de-France et du Vexin français, il est percé de deux baies abat-son gémelées par face, qui sont en arc brisé. L'apanage typique des clochers de la région est la multitude de fines colonnettes à chapiteaux, qui se substituent souvent aux contreforts au niveau du dernier étage, et qui supportent des doubles ou triples archivoltes autour des baies, de sorte à faire disparaître des portions de mur nues. En l'occurrence, les deux contreforts orthogonaux par angle se poursuivent jusqu'en haut de l'étage de beffroi, où ils s'amortissent par un court glacis formant larmier. Par ce caractéristique plutôt atypique, le clocher de Saint-Brice se rattache à un groupe de clochers au décor moins raffiné et plus sobre, à l'instar de Jouy-le-Comte, Saint-Rieul de Louvres et Saint-Ouen-l'Aumône.
Les contreforts sont plats, comme à la période romane, et scandés par plusieurs niveaux de larmiers, à la limite entre les deux étages et à mi-hauteur des étages. La double corniche de grosses billettes qui termine l'étage de beffroi est également une réminiscence de l'architecture romane. Plus couramment, les deux rangs de billettes sont disposés en damier, comme sur la nef de Nesles-la-Vallée. Les baies sont flanquées de deux paires de colonnettes appareillées, dont les chapiteaux, tous plus ou moins identiques, sont sculptés d'une grosse feuille aux angles, et d'une feuille plus petite au milieu de chaque face. Ils ont pour tailloir une tablette moulurée continue, qui va jusqu'aux contreforts. Les archivoltes sont moulurées d'un tore dégagé, ce qui est le cas le plus fréquent, et elles sont surmontées d'un cordon de têtes de clous, comme à Grisy-les-Plâtres. Assez originales sont les trois chimères sur lesquelles retombent les deux cordons par face, qui ici semblent représenter des petits rongeurs dressés sur leurs postérieurs, peut-être des marmottes. La plupart sont malheureusement très dégradées. L'actuel toit à la hache est susceptible de remplacer un toit en bâtière. Globalement le clocher de Saint-Brice est d'une belle facture, mais il n'atteint pas l'élégance et la perfection des représentants les plus illustres de son type, qui sont Auvers-sur-Oise, Champagne-sur-Oise, Grisy-les-Plâtres, Vétheuil, etc. Les faces sud et ouest ont subi une restauration radicale, qui a fait disparaître les cordons de têtes de clous, alors que les chapiteaux ont été resculptés.
Outre le clocher, le croisillon nord subsiste du transept gothique. Comme déjà signalé, les chapiteaux autour des quatre piles du clocher sont d'un style gothique primitif évoquant la seconde moitié du XIIe siècle, alors que les chapiteaux à l'extrémité nord du croisillon sont d'un style gothique rayonnant correspondant à une période déjà avancée du XIIIe siècle. Ceci vaut aussi pour les chapiteaux des arcades faisant communiquer le chœur et sa chapelle latérale nord, et celle-ci avec le croisillon nord, comme on peut encore le constater à l'extérieur. On y voit aussi les arrachements des murs du chœur et de la chapelle, et des voûtains de cette dernière. Depuis la rue de Paris, le transept fait penser à une église à moitié ruinée. Lors des restaurations, on a transformé la partie supérieure du mur septentrional du chœur en contrefort à glacis, sans doute pour éviter son effritement total. Il est également frappant que l'appareil de la partie du croisillon qui débordait devant la chapelle et le bas-côté consiste en pierre de taille, alors que les murs non visibles avant la démolition des autres travées sont réalisés en petits moellons irréguliers. La proximité des fenêtres en arc brisé qui éclairent latéralement les croisillons avec les arcades bouchées, et qui sont comprises dans des murs en moellons, semble indiquer que ces fenêtres datent seulement du XIXe siècle. Les murs gouttereaux du croisillon se terminent par une corniche de corbeaux d'une facture très simple. Les angles nord-est et nord-ouest du croisillon sont épaulés par des contreforts assez saillants à trois larmiers, qui appartiennent à une période plus avancée que les contreforts plats du clocher.

#### Façade et élévations latérales

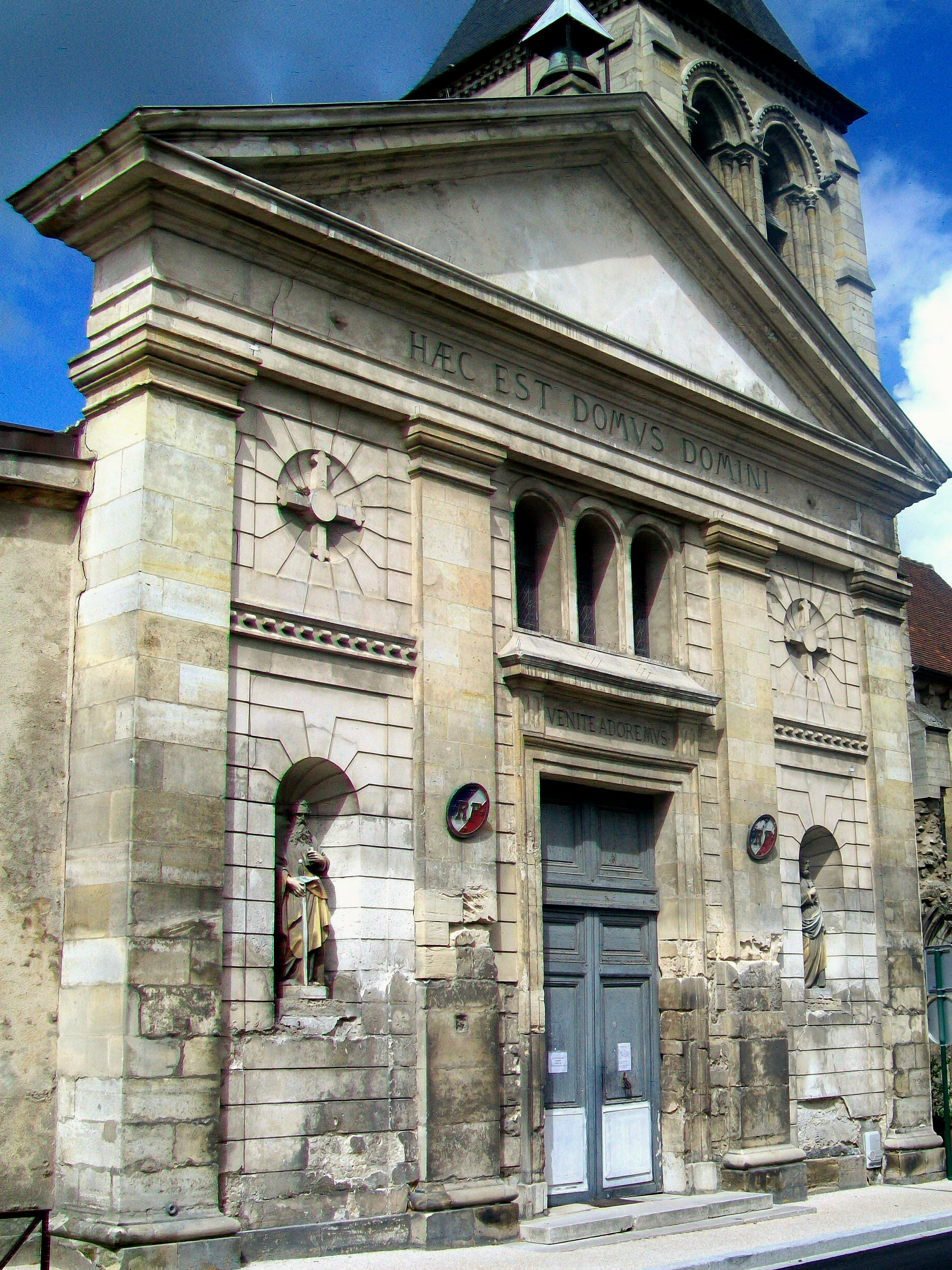
Façade néo-classique.

La façade néo-classique conçue par l'architecte Christophle, sur lequel l'on ne sait rien, présente un ordonnancement hérité de l'architecture antique. Elle s'apparente à une coulisse de théâtre, qui n'entre pas en dialogue avec le reste de l'édifice, et qui est plaquée devant une nef édifiée à la même époque, mais qui contraste fortement avec la façade par sa rusticité et l'absence d'ambition esthétique. Les angles de la façade sont formés par des piliers carrés d'ordre toscan, et deux pilastres toscans la subdivisent en trois segments. Le segment médian est un peu plus large que les autres, et accueille le portail. Le pourtour de la porte rectangulaire à double vantail est mouluré, sans suggérer des pilastres, et l'ensemble est surmonté d'un entablement ébauché, où deux biglyphes flanquent l'inscription VENITE ADOREMUS (Venez, adorons). C'est une invitation adressée aux fidèles. Avec l'entablement, se termine le registre inférieur de la façade, qui correspond à deux tiers de la hauteur des pilastres. Le registre supérieur comporte trois baies en plein cintre, entourées de moulures. Les segments latéraux sont également subdivisés en deux registres, ce qui est souligné ici par des corniches de modillons. L'on ne trouve ici pas d'ouvertures, mais seulement des niches au milieu d'un décor de bossages. Au niveau du premier registre, les niches sont en plein cintre, et abritent des statues de saint Pierre et saint Paul, qui auraient été offertes par l'architecte. Au niveau du deuxième registre, les niches sont circulaires et de faible profondeur. Elles mettent en valeur des croix pattées en bas-relief. Comme à l'accoutumée, les bossages sont concentriques autour des niches. Pour revenir aux piliers et pilastres toscans, ils supportent un entablement qui occupe toute la largeur de la façade, et dont la métope arbore l'inscription HÆC EST DOMUS DOMINI (ici est la maison du Seigneur). Elle est certainement nécessaire, car l'architecture classique ne fait plus de différence entre architecture profane et architecture sacrée, et la nature de l'édifice ne se lit pas dans sa forme. L'entablement est surmonté d'un fronton triangulaire agrémenté de multiples moulures fortement saillantes. Il ne comporte aucun bas-relief ou inscription, mais la platitude de la surface, contrastant avec les bossages qui règnent ailleurs, trahit qu'il devait en être autrement selon le projet initial.
Les élévations latérales sont très rustiques, et la décoration se limite à une corniche moulurée. L'appareil de petits moellons noyés dans un mortier est tantôt apparent, tantôt enduit. Les fenêtres sont de dimensions généreuses, ce qui est nécessaire en raison de la largeur importante du vaisseau. Pourtant l'éclairage par la lumière naturelle est insuffisant, car au sud, seulement quatre travées sur un total de sept sont pourvues de fenêtres. Le portail latéral des années 1980 n'appelle aucune remarque. On peut en revanche s'interroger sur la motivation des contreforts difformes, dont l'épaisseur n'est pas justifiée par un voûtement d'ogives. Des contreforts semblables se voient à Montsoult et Saint-Prix, où les nefs ont été remaniées au XVIIIe siècle. Il faut certainement considérer le vaisseau central comme une construction inachevée. Peut-être un voûtement en berceau était-elle initialement prévu, comme à Arnouville, Brenouille, Châtenay-en-France, etc.

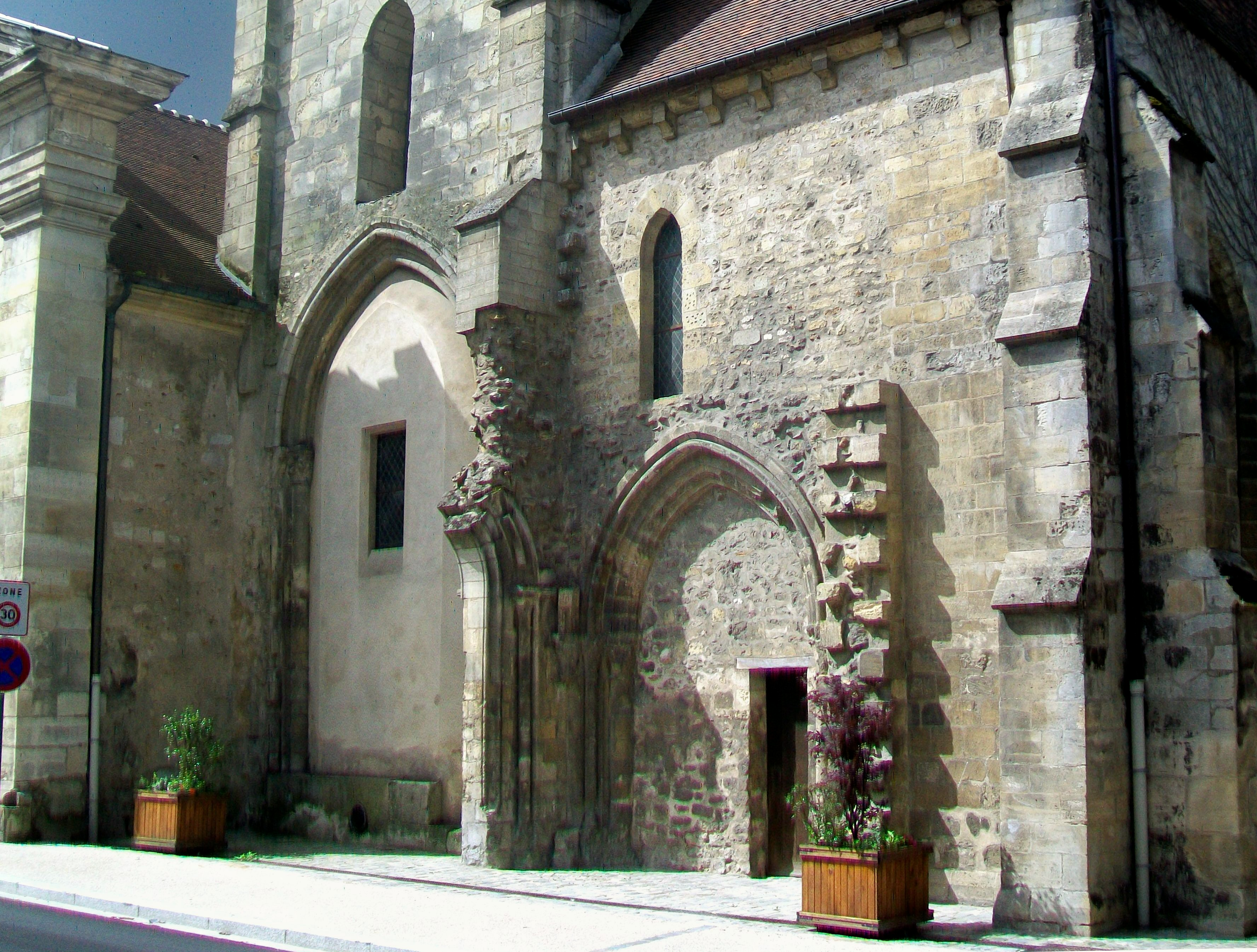
Base du clocher et croisillon nord, côté est.
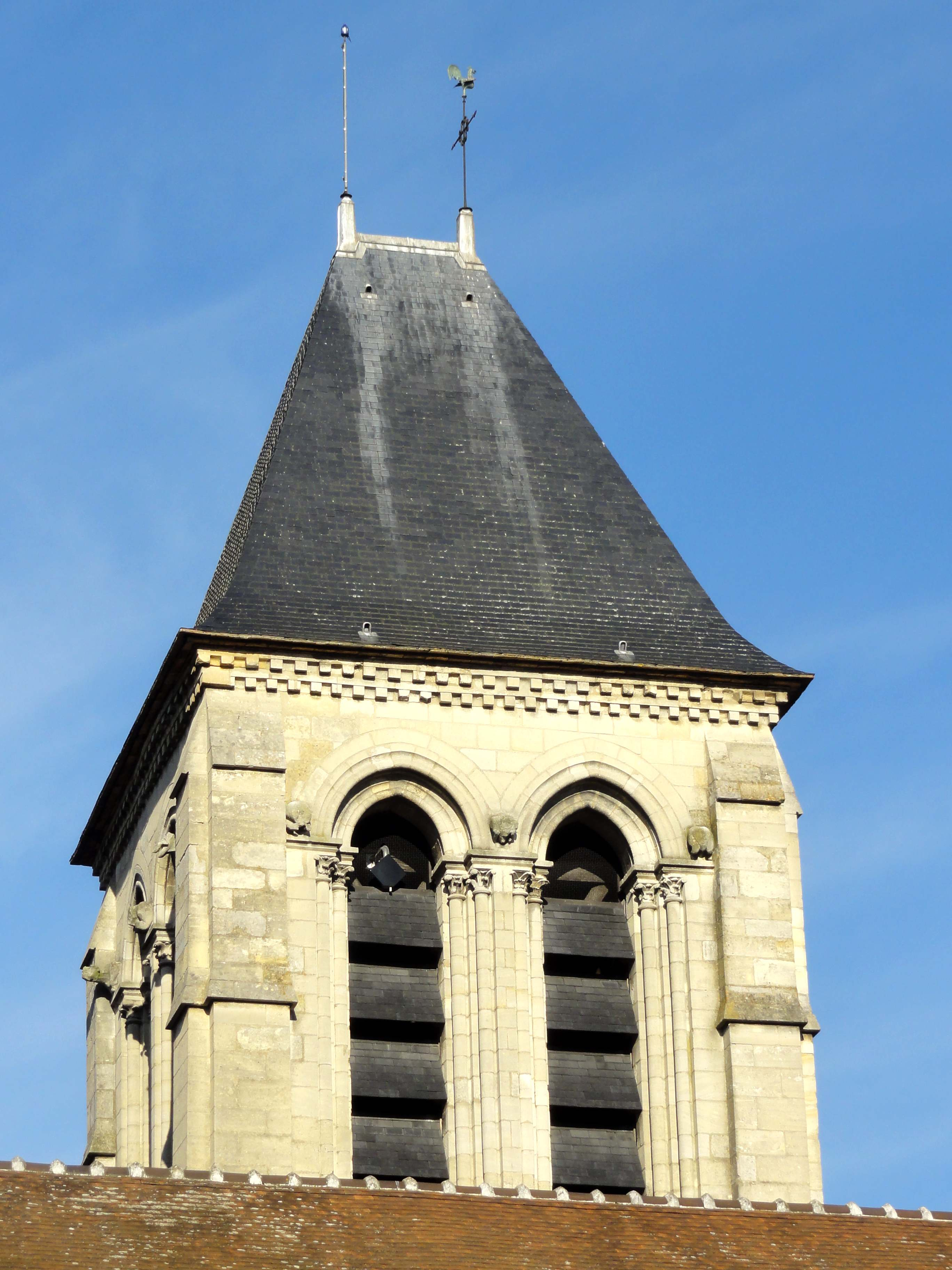
Clocher, côté sud.
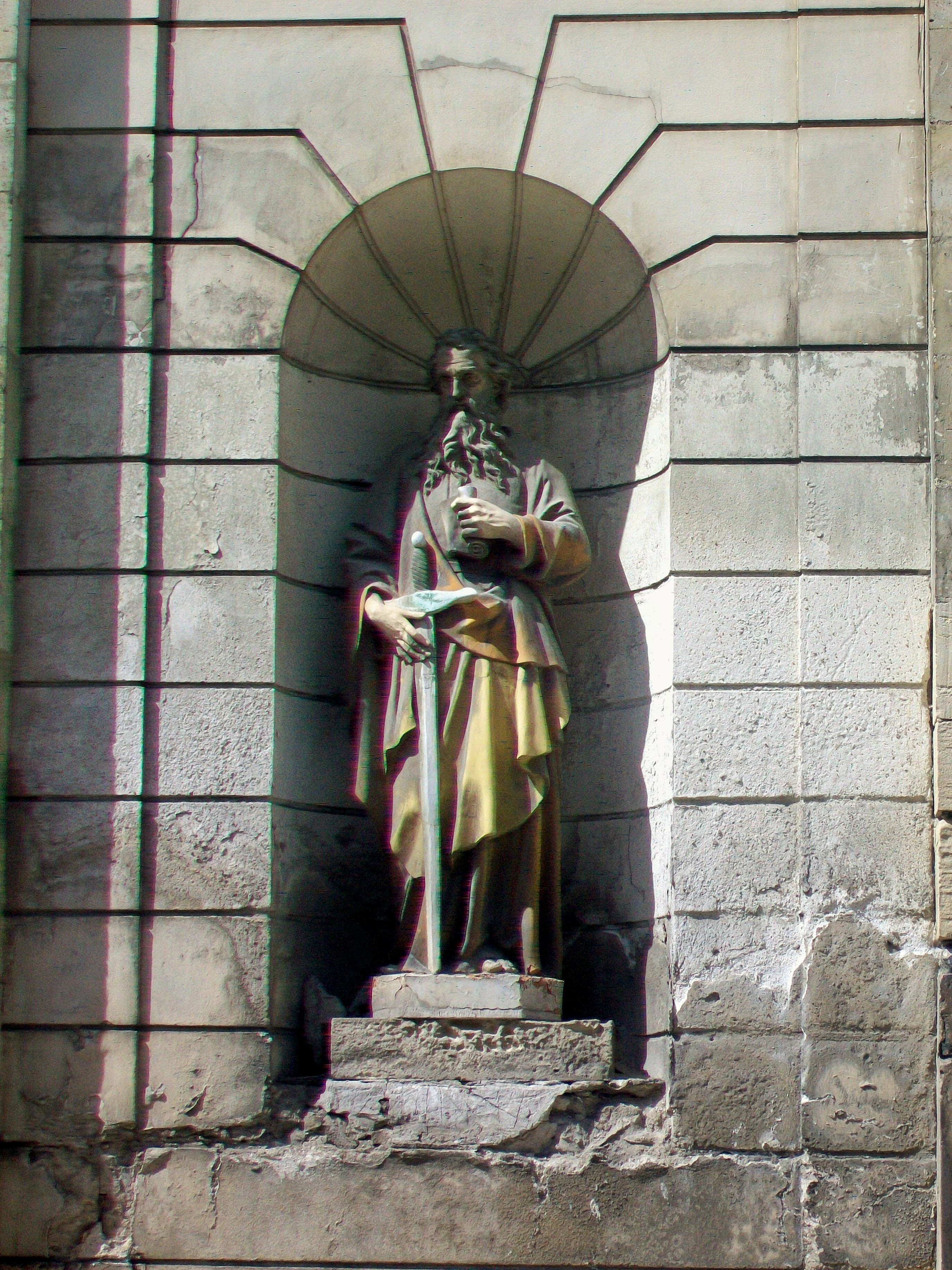
Statue de saint Pierre, à droite du portail.
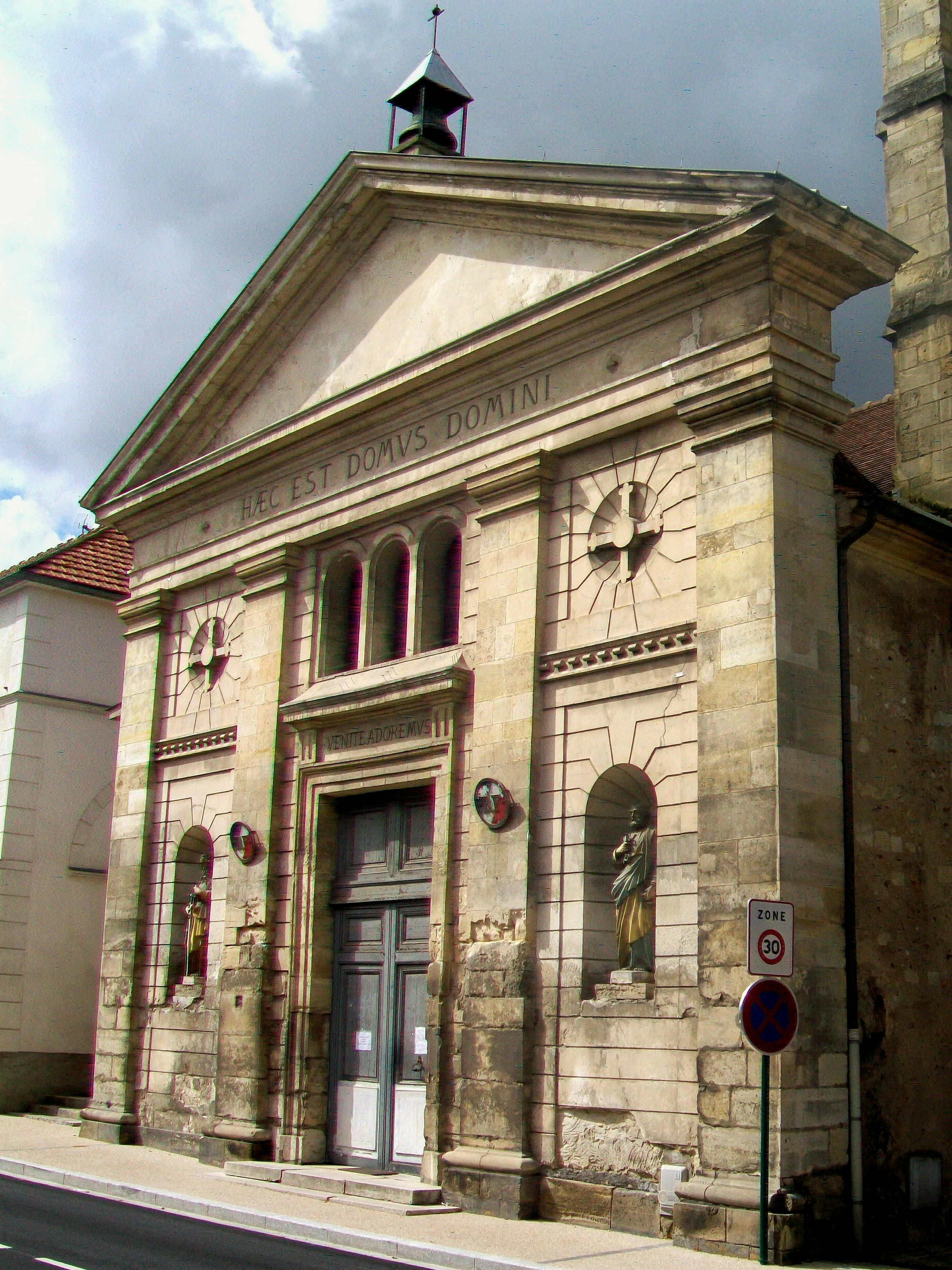
Façade néoclassique.
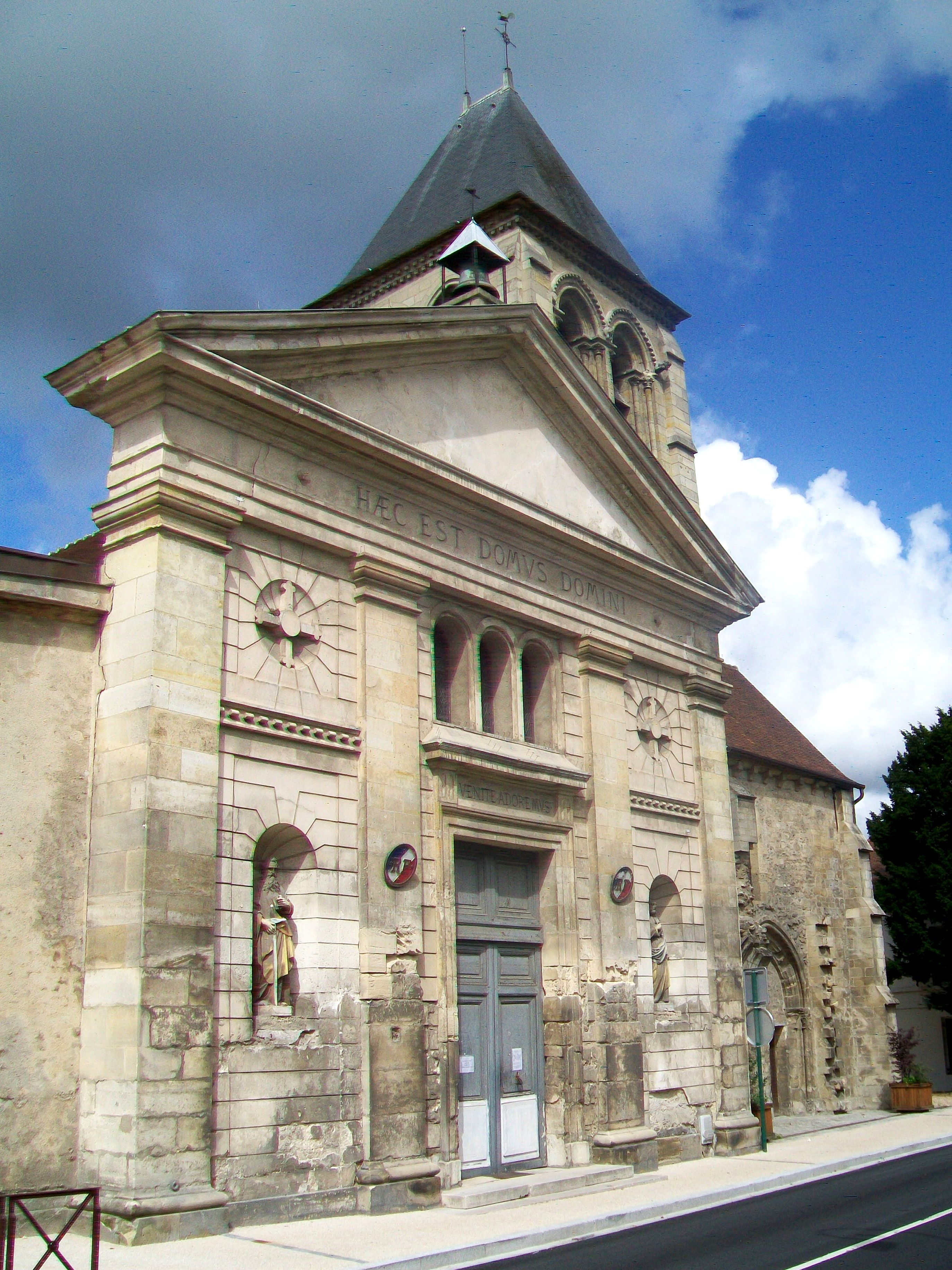
Vue depuis le sud-est.
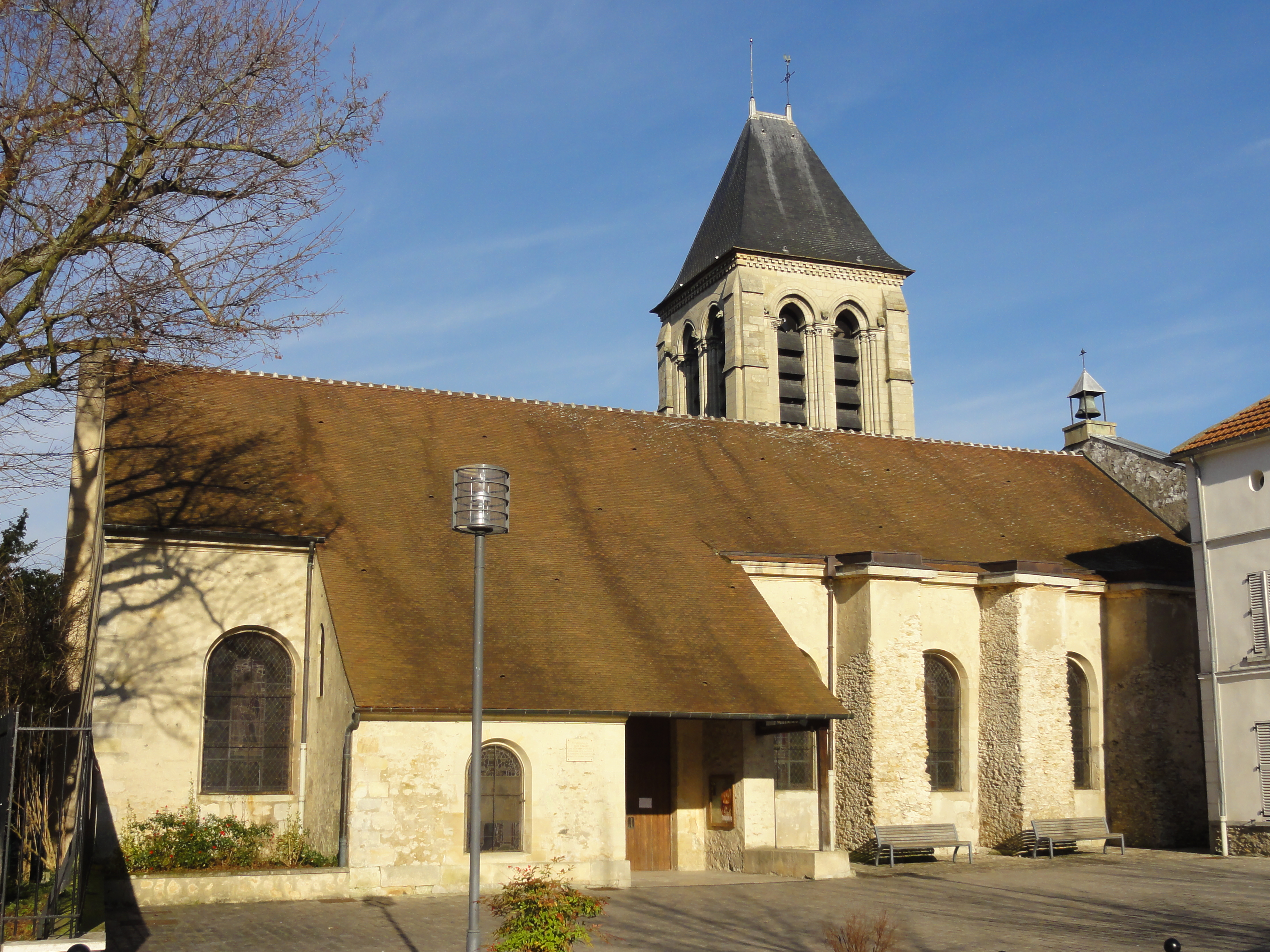
Vue depuis le sud, place de l'abbé Salati.

## Mobilier

### Retable, autel et tabernacle

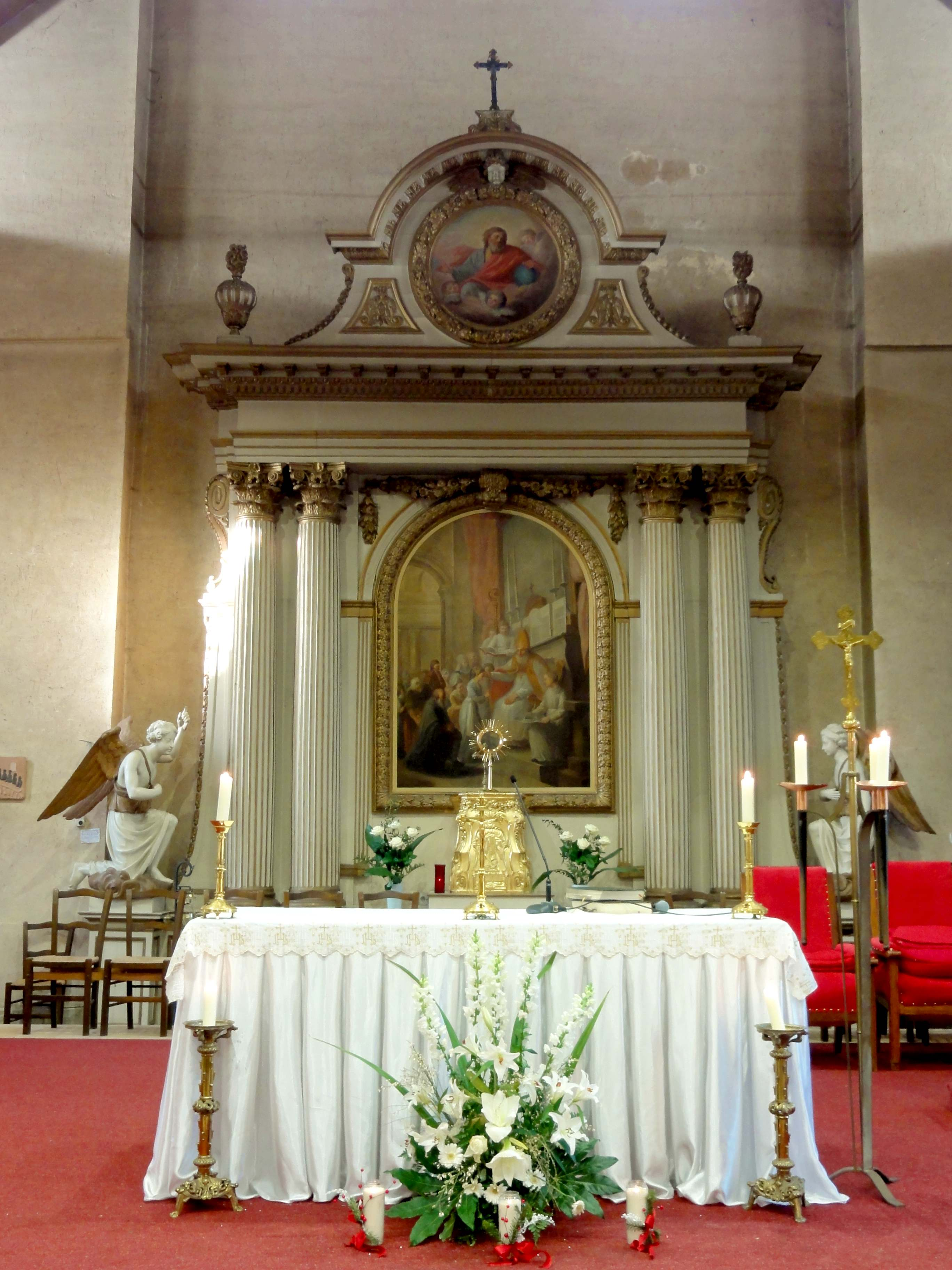
Retable majeur.

Parmi le mobilier de l'église, seul l'ensemble formé par le retable du chevet, l'ancien maître-autel, le tabernacle et les deux statues d'anges adorateurs est classé monument historique par titre objet, par arrêté du 25 octobre 2011. Cet ensemble en bois peint en blanc et partiellement doré a été donné en 1781 par M. Imbert, selon une inscription sur la nuée de l'ange de droite. L'ange de gauche est une réplique, l'original s'étant perdu. L'ange de droite mesure environ 150 cm de hauteur. Il a déjà été classé en 1938. Devant le retable, le tabernacle entièrement doré attire l'attention. Il resplendit de nouveau depuis sa restauration en 2008. En dépit de sa date tardive, il affiche un style baroque exubérant, avec une forme galbée ; des piédroits ornés de volutes végétales, chutes de fleurs, feuillages et enroulements ; et une guirlande de roses et autres fleurs en haut. La porte arbore un cartouche servant de cadre à un bas-relief représentant l'agneau mystique, qui tient un étendard fixé à une croix, et qui est placé sur le livre aux sept sceaux, lui-même placé sur la table du sacrifice. Des rayons de lumière retombent depuis la nuée visible en haut de la porte. Le retable est à une seule travée. Son tableau est cantonné de deux paires de colonnes corinthiennes cannelées supportant un entablement à double corniche, où figurent un rang de denticules accompagné d'un rang d'oves, et un rang de corbeaux. Le fronton cintré est flanqué de deux pots-à-feu, et richement décoré, avec notamment une tête de chérubin au-dessus d'un tondo avec une peinture de Dieu le Père. La composante principale du retable est bien sûr le tableau, dont le sujet est lié au saint patron de l'église : on y voit saint Brice donnant le sacrement de la confirmation, tandis qu'il est confortablement assis devant un retable. Le cadre de ce tableau est également remarquable,.

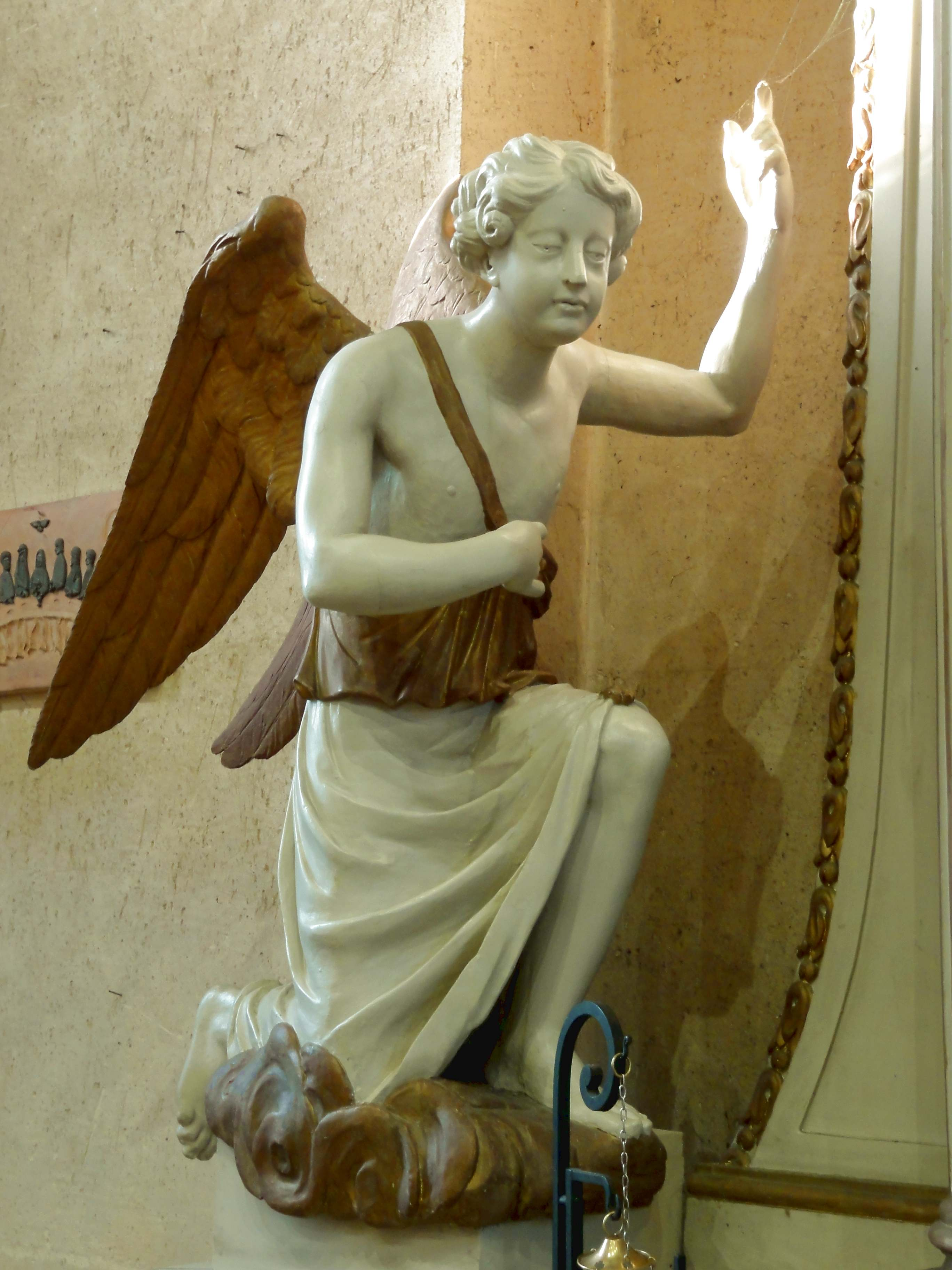
Ange adorateur.
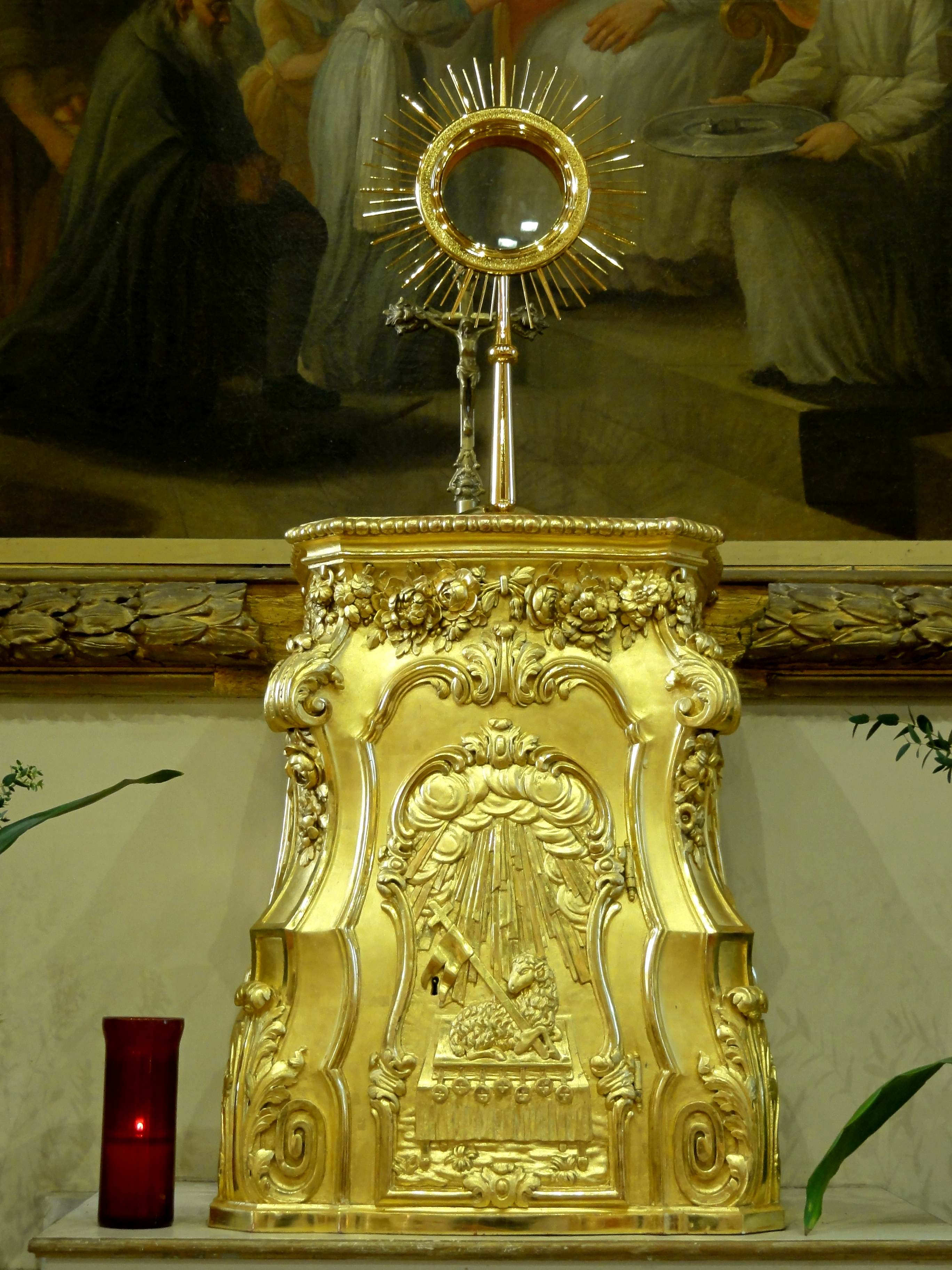
Tabernacle.
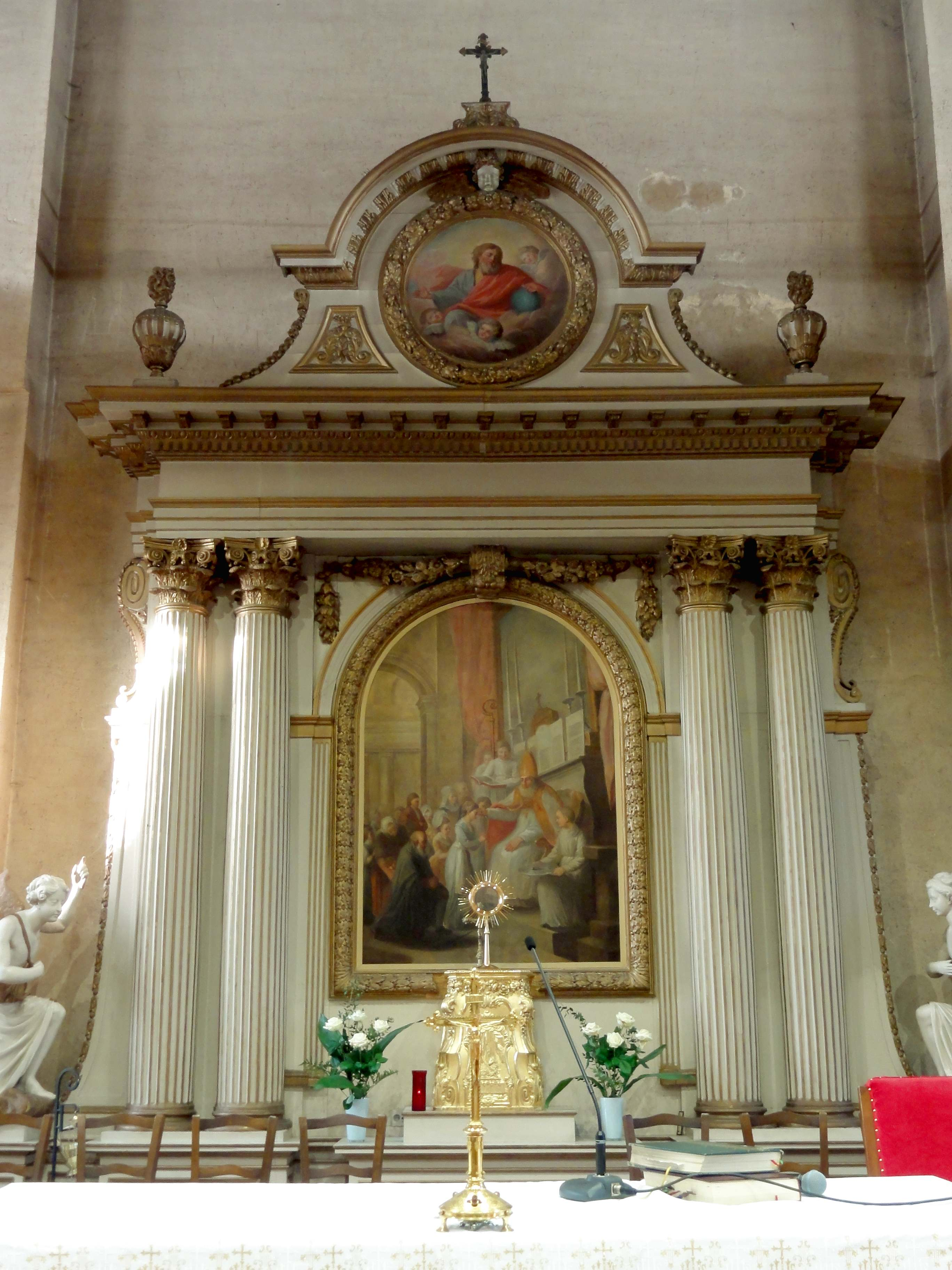
Retable majeur.
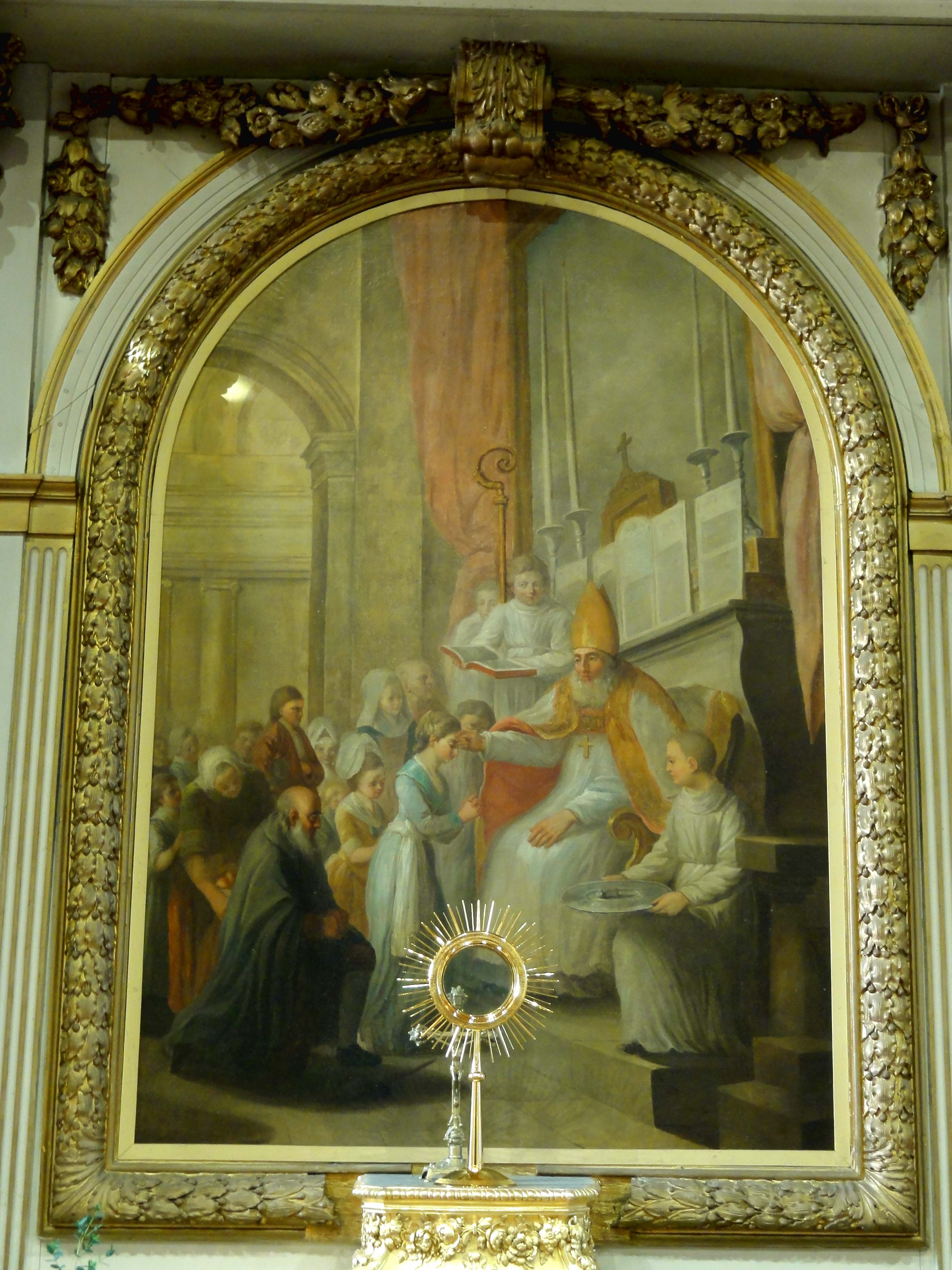
Tableau de retable.

### Autres éléments du mobilier
- Une châsse en bois doré, qui date probablement du début du XIXe siècle, est exposée sur le chapiteau flamboyant, devant le premier pilier des grandes arcades vers la chapelle de la Vierge. La châsse contient un médaillon enfermant des reliques, probablement de saint Brice de Tours, patron de l'église.
- Une plaque funéraire, en même temps plaque de fondation, est accrochée sur le même pilier. Elle s'est cassée en sept ou huit morceaux, puis a été recollée, mais plusieurs fragments manquent encore. L'inscription est, en principe, bien lisible, mais les noms de famille de la défunte et de son époux sont effacés. La défunte se nomme Élisabeth, et était la veuve d'un marchand-bourgeois de Paris. Elle est morte le 16 décembre 1686, et par son testament, elle laisse une rente à la fabrique, destinée à faire lire plusieurs messes par année pour le repos de son âme, et de celles de son mari, de leur fils, et de ses frères et sœurs.
- Deux tableaux peints à l'huile sur toile sont accrochés sous la tribune d'orgue ; ils datent du XVIIIe siècle et représentent la Nativité de Marie, et une Éducation de la Vierge Marie par sainte Anne, sa mère, qui lui apprend à lire, copie d'après Jean Jouvenet. Ces tableaux ne sont pas attribués[10].
- En plus des deux anges adorateurs, l'église possède quelques statues sulpiciennes en terre cuite ou plâtre, du XIXe siècle et du début du XXe siècle : une sainte Geneviève au-dessus de la porte de la sacristie ; une Notre-Dame dans l'angle sud-ouest ; et une Vierge à l'Enfant dans la chapelle de la Vierge. Seulement la grande Vierge à l'Enfant dans le croisillon nord est une œuvre de qualité, qui reproduit sans doute une œuvre originale du XIVe siècle ou de la fin du XIIIe siècle ; elle paraît comme étant en marbre blanc.
- Les fonts baptismaux en marbre rouge se composent d'un mince fût carré orné de cannelures, et d'une petite vasque ovale sculptée de godrons. Par ses dimensions et son sobre décor antiquisant, ces fonts se rattachent au style néo-classique du XVIIIe siècle, et pourraient dater de la reconstruction de l'église entre 1778 et 1781.

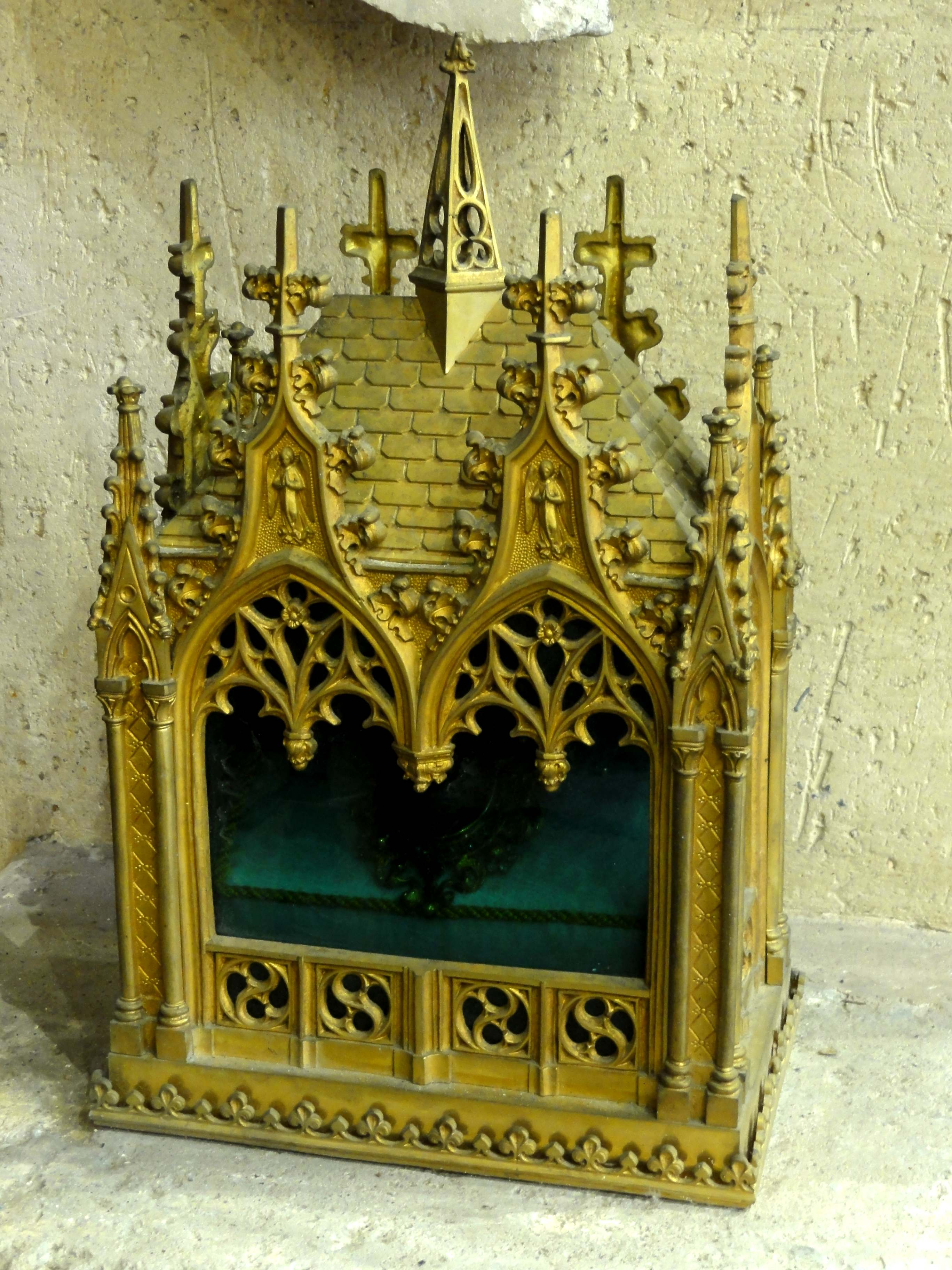
Châsse à reliques.
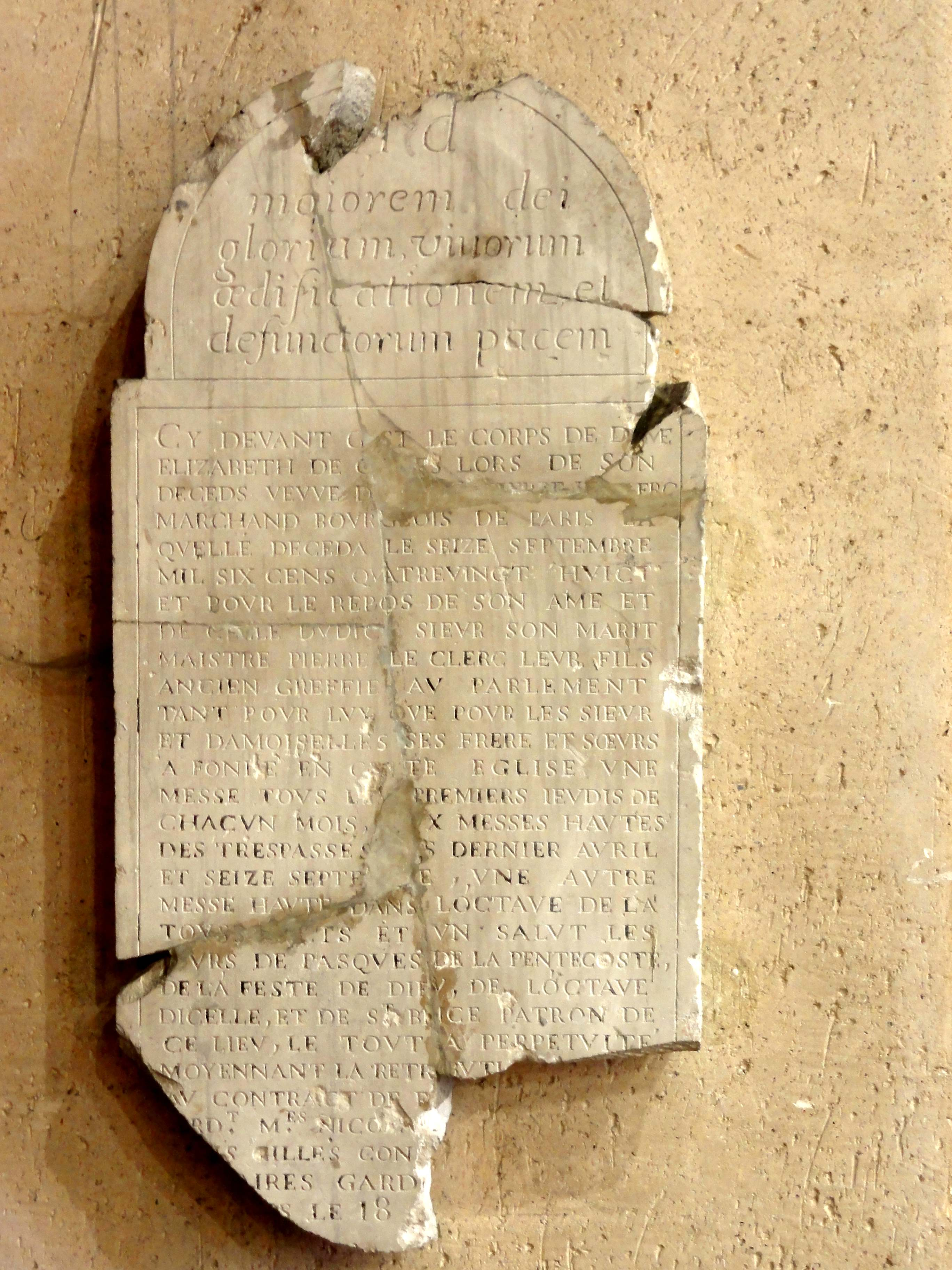
Plaque de fondation.
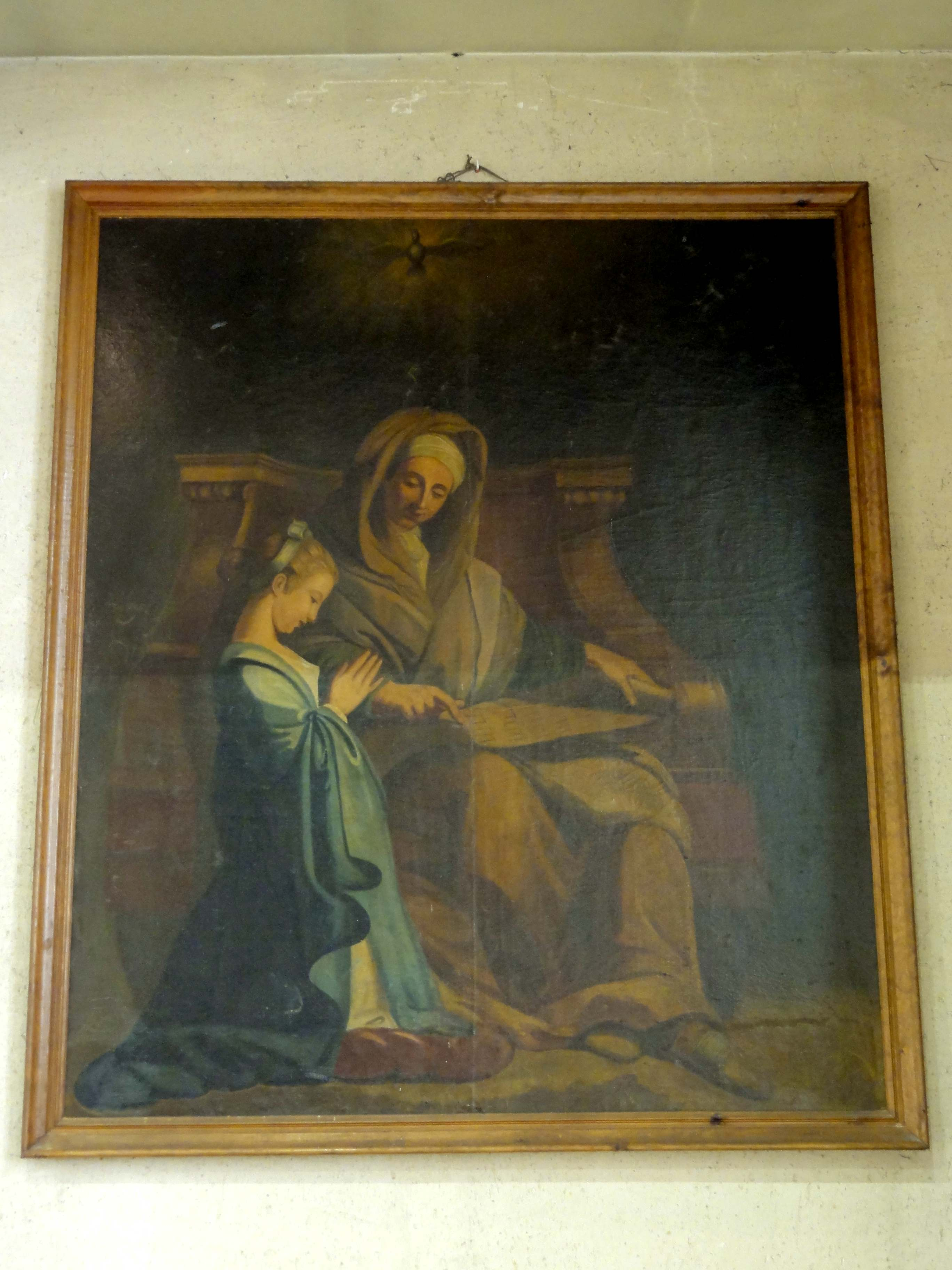
Éducation de la Vierge.
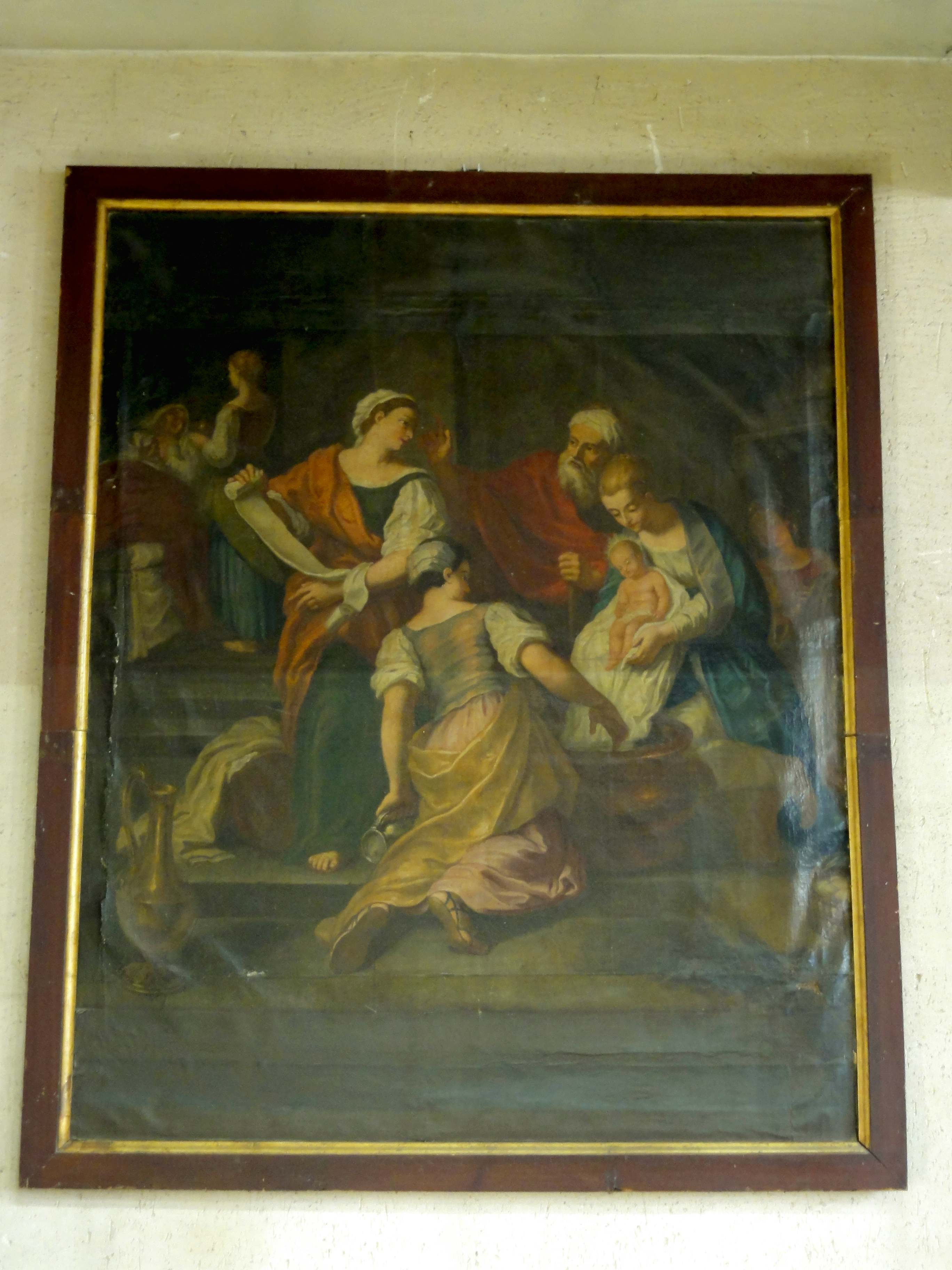
Nativité du Christ.
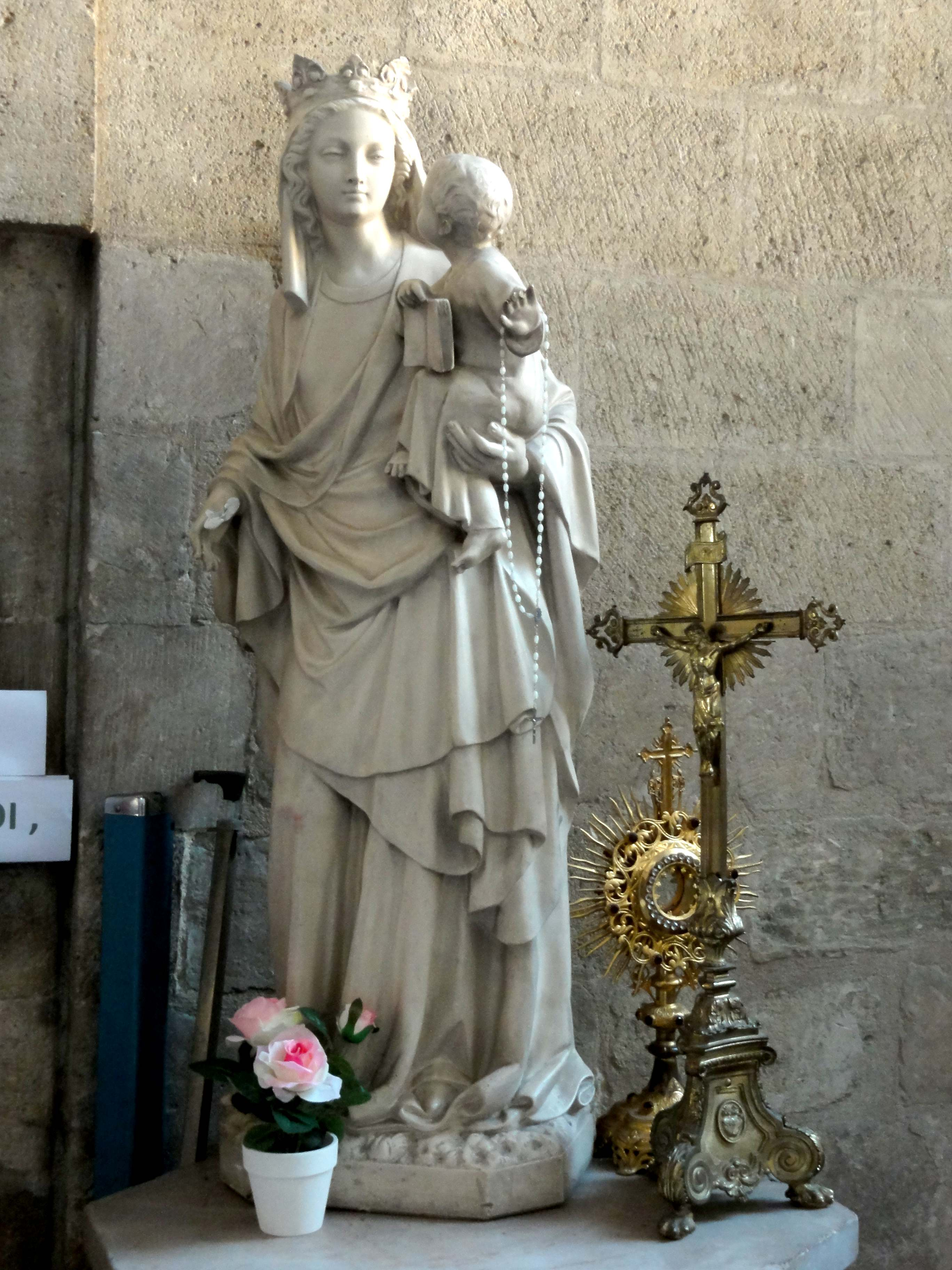
Vierge à l'Enfant.
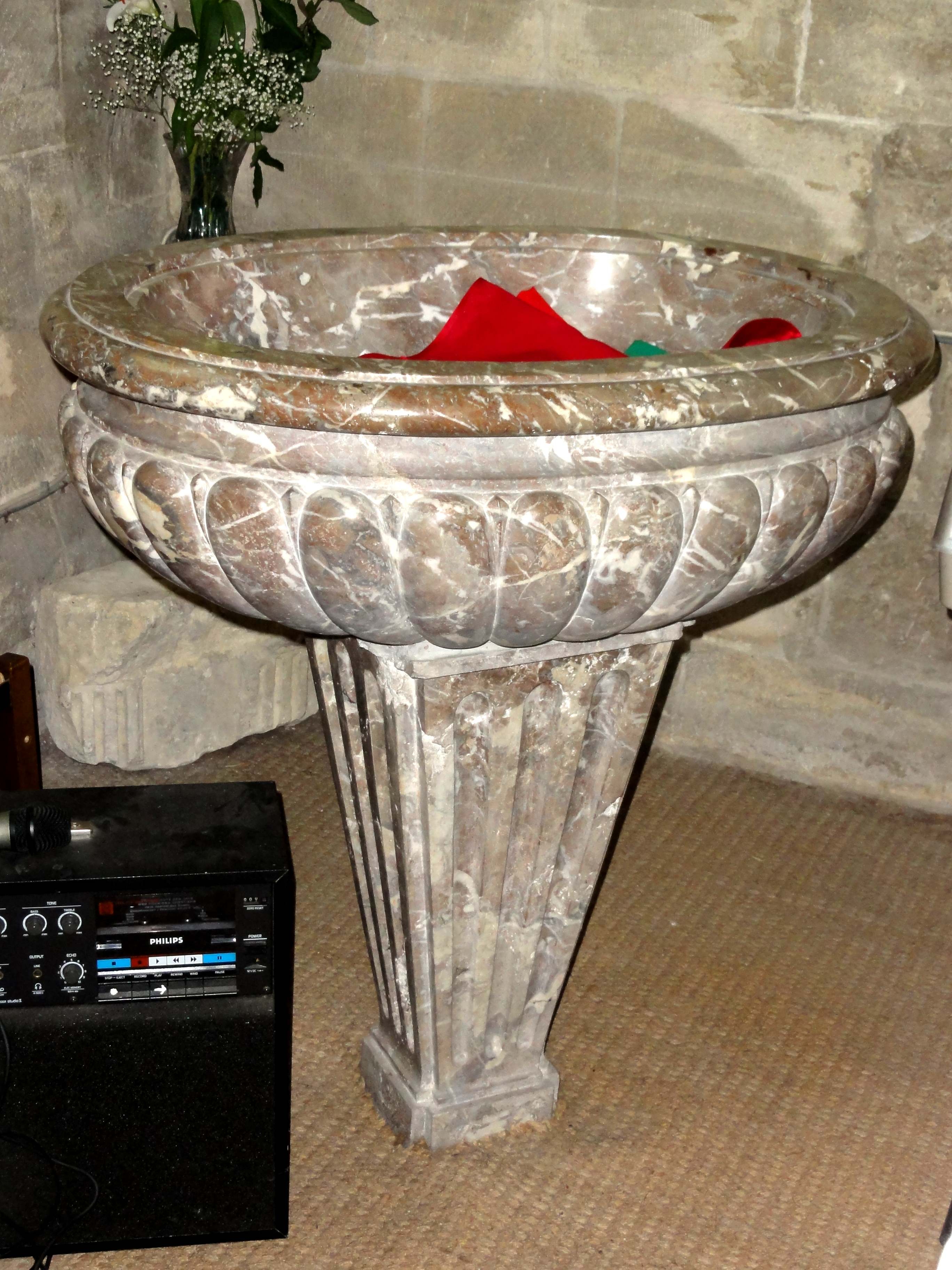
Fonts baptismaux.

### Vitraux

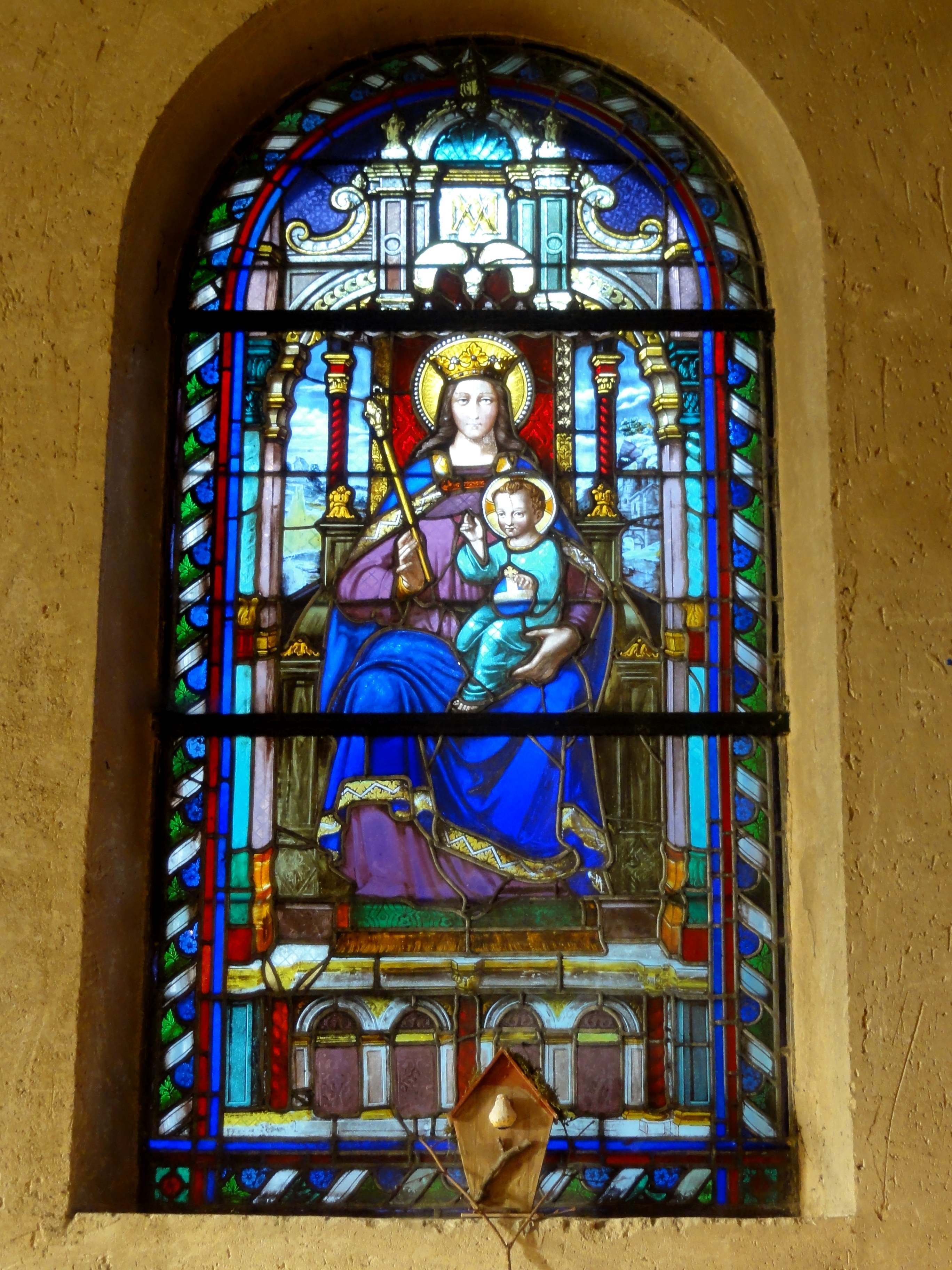
Vierge en majesté.

Les six vitraux hagiographiques du vaisseau central, quatre au sud et deux au nord, ont été montés lors de la restauration des années 1880. Le vitrail à côté du portail sud porte la signature J. Vantillard, 4 rue Daubigny, Paris. Joseph Vantillard (1836-1909) est le successeur de la maison Ména. Sur chaque vitrail, un saint est représenté en pied, sous un décor architecturé d'inspiration néo-Renaissance. Les motifs sont réalisés en peinture sur verre, et occupent environ un tiers de la superficie de la verrière. Autour, des carreaux de différentes teintes de pastel laissent largement entrer le jour, et évitent que l'église ne soit rendue trop sombre par les vitraux. Une frise végétale sur la bordure complète le décor. Les saints représentés sont les suivants, en commençant par le premier vitrail du sud, et en continuant dans le sens de l'aiguille de l'horloge : saint Paul apôtre, saint François de Sales, sainte Élisabeth, saint Joseph, saint Martin, saint Brice. Une inscription sur la partie basse du vitrail de sainte Élisabeth indique deux fois la date du 28 juin 1888, les initiales E.H et E.L, et le nom E. HOVYN. Ces mentions devraient faire référence à des donateurs. Au même emplacement, le vitrail de saint Paul présente une peinture en grisaille où deux anges thuriféraires s'agenouillent devant une colonnette dont la partie supérieure est brisée, ce qui évoque les monuments funéraires de l'époque. Sur le socle, se lit la date du 3 avril 1888. Le vitrail de saint François de Sales montre un angelot assis en train de pleurer ; il touche avec une main un blason qui porte la date du 16 août 1886. Ces vitraux ont apparemment été offerts par des paroissiens qui venaient de perdre un proche. La chapelle de la Vierge possède également des vitraux. Celui du chevet est remarquable ; il représente une Vierge en majesté et imite parfaitement le style et les coloris du milieu du XVIe siècle.

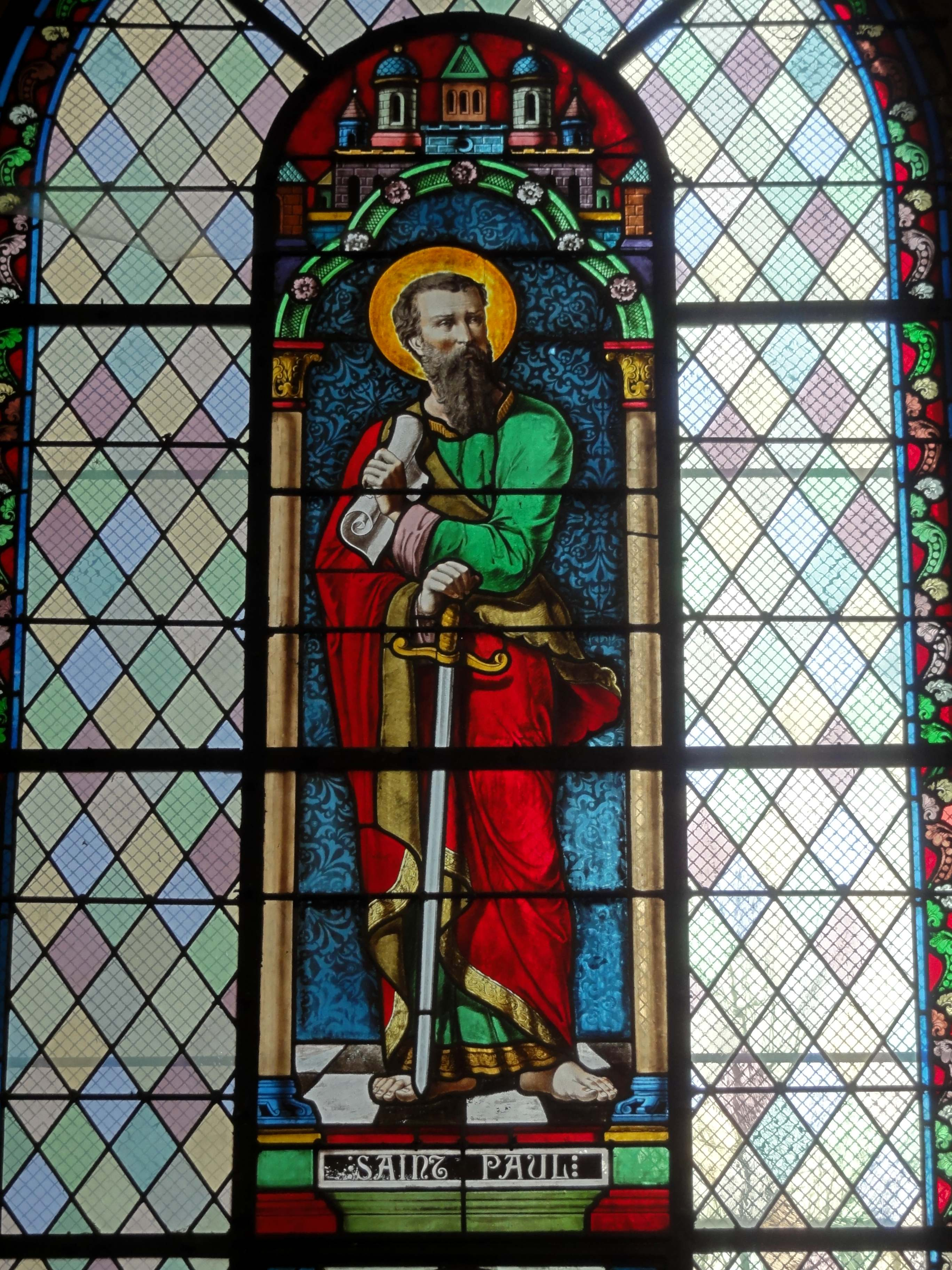
Saint Paul.
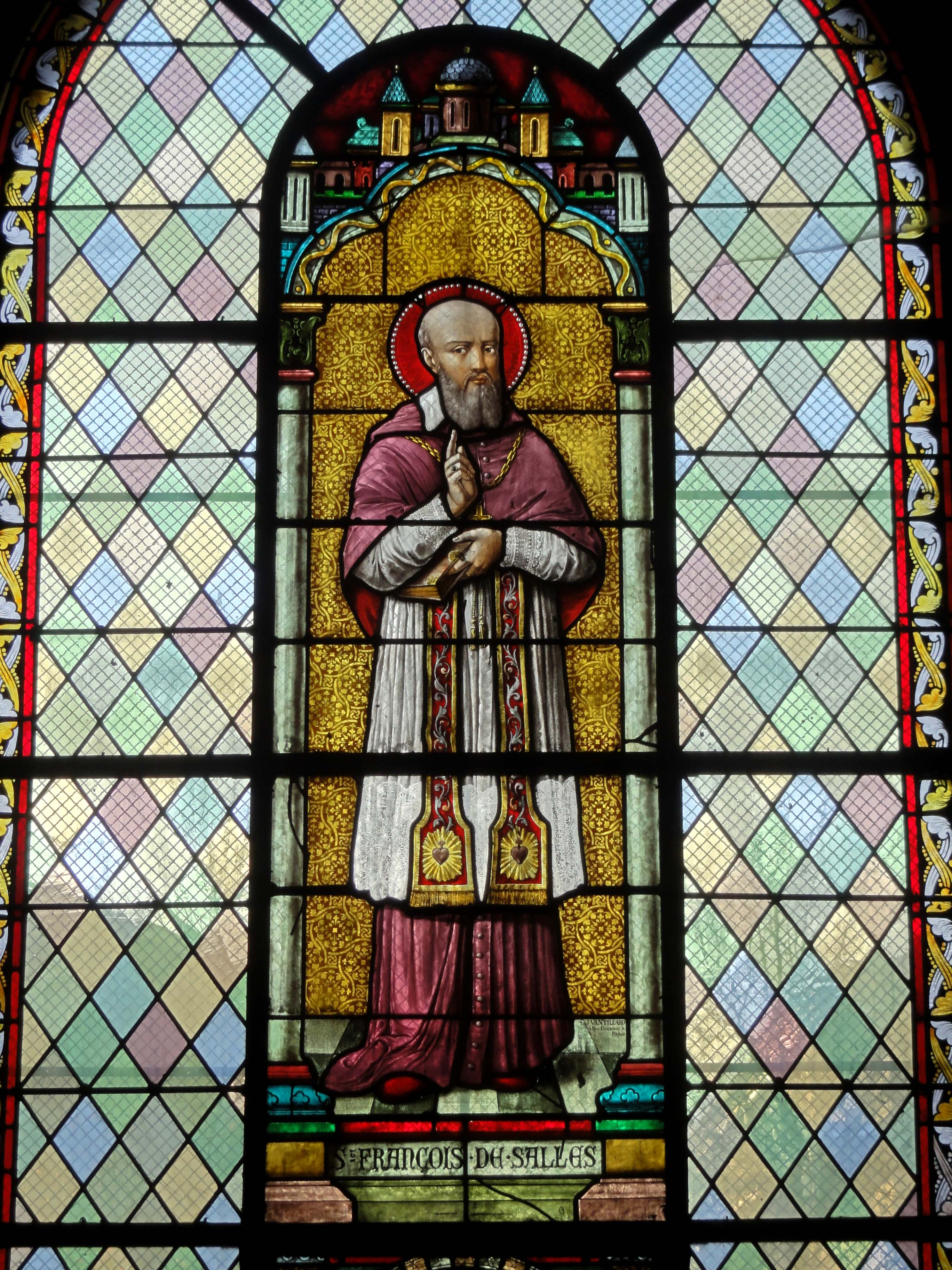
Saint François de Sales.
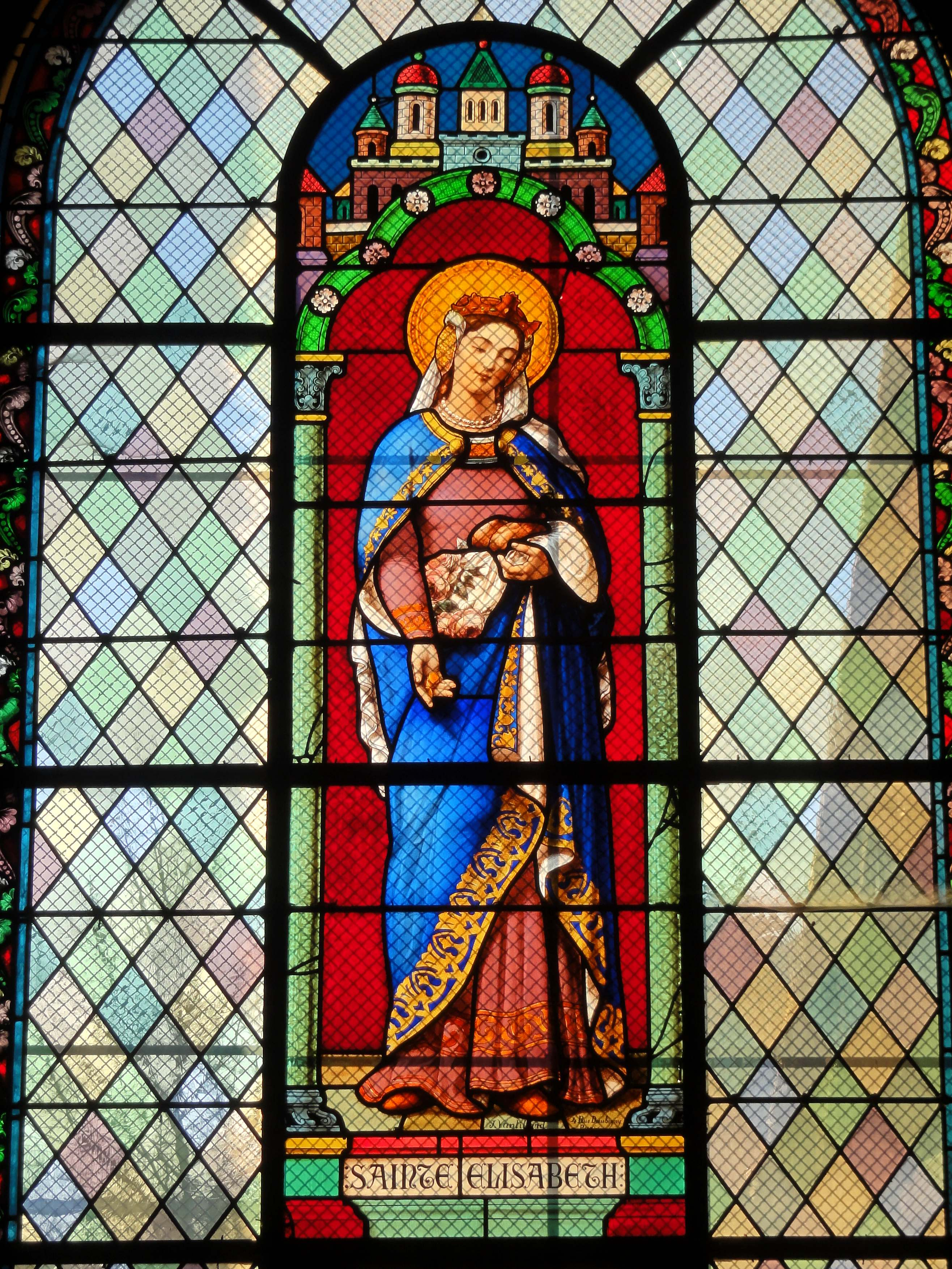
Sainte Élisabeth.
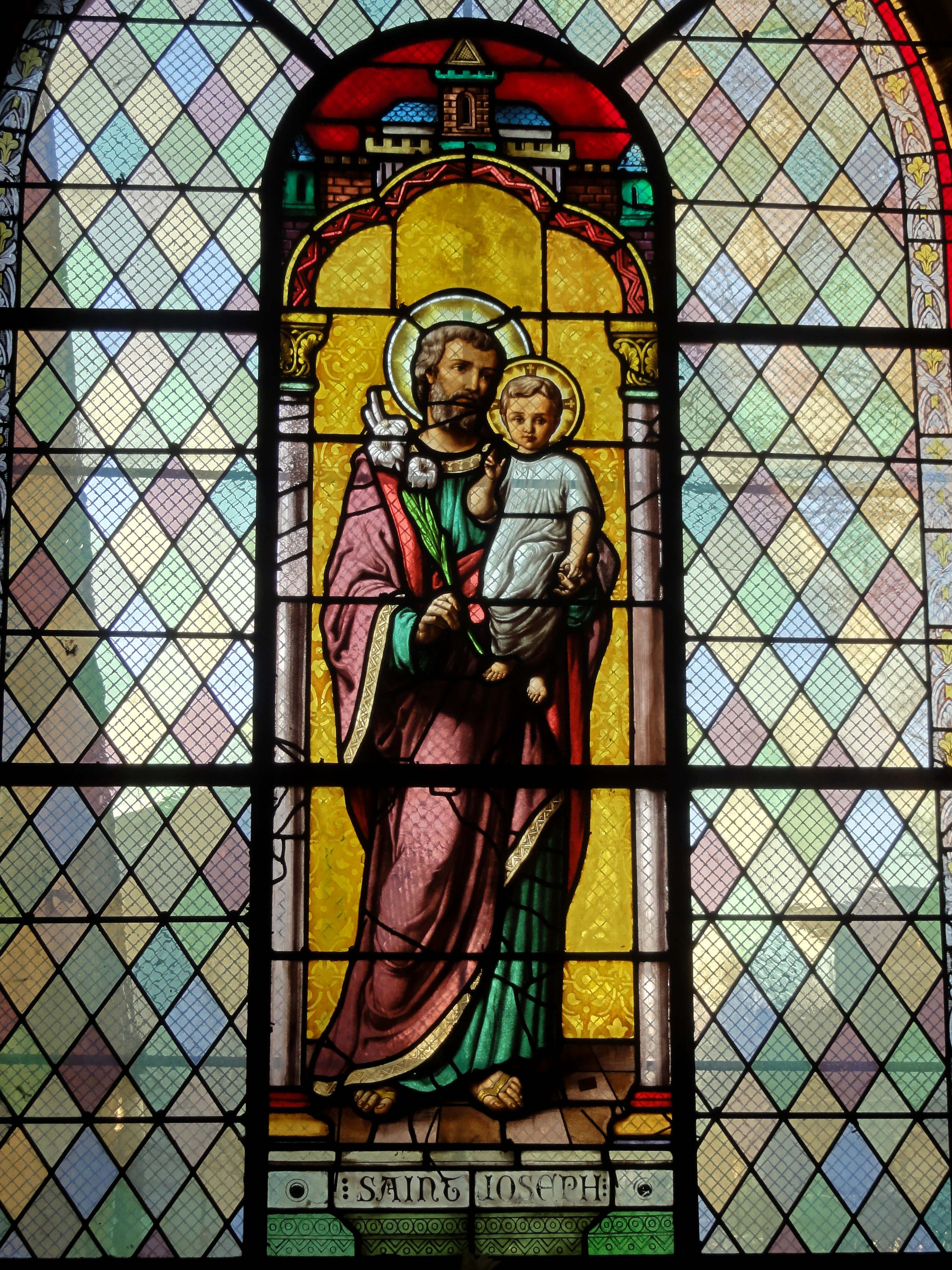
Saint Joseph.
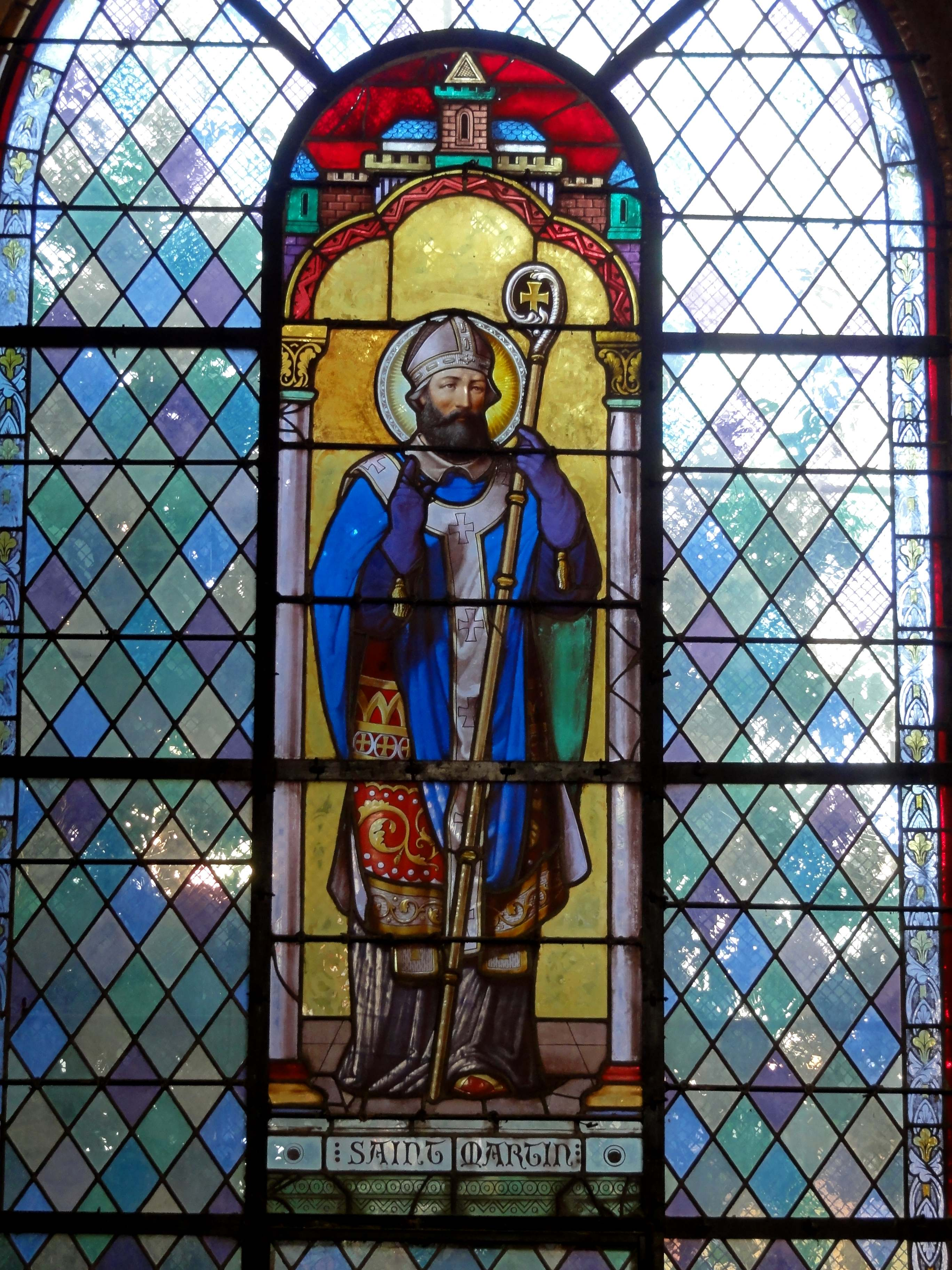
Saint Martin.
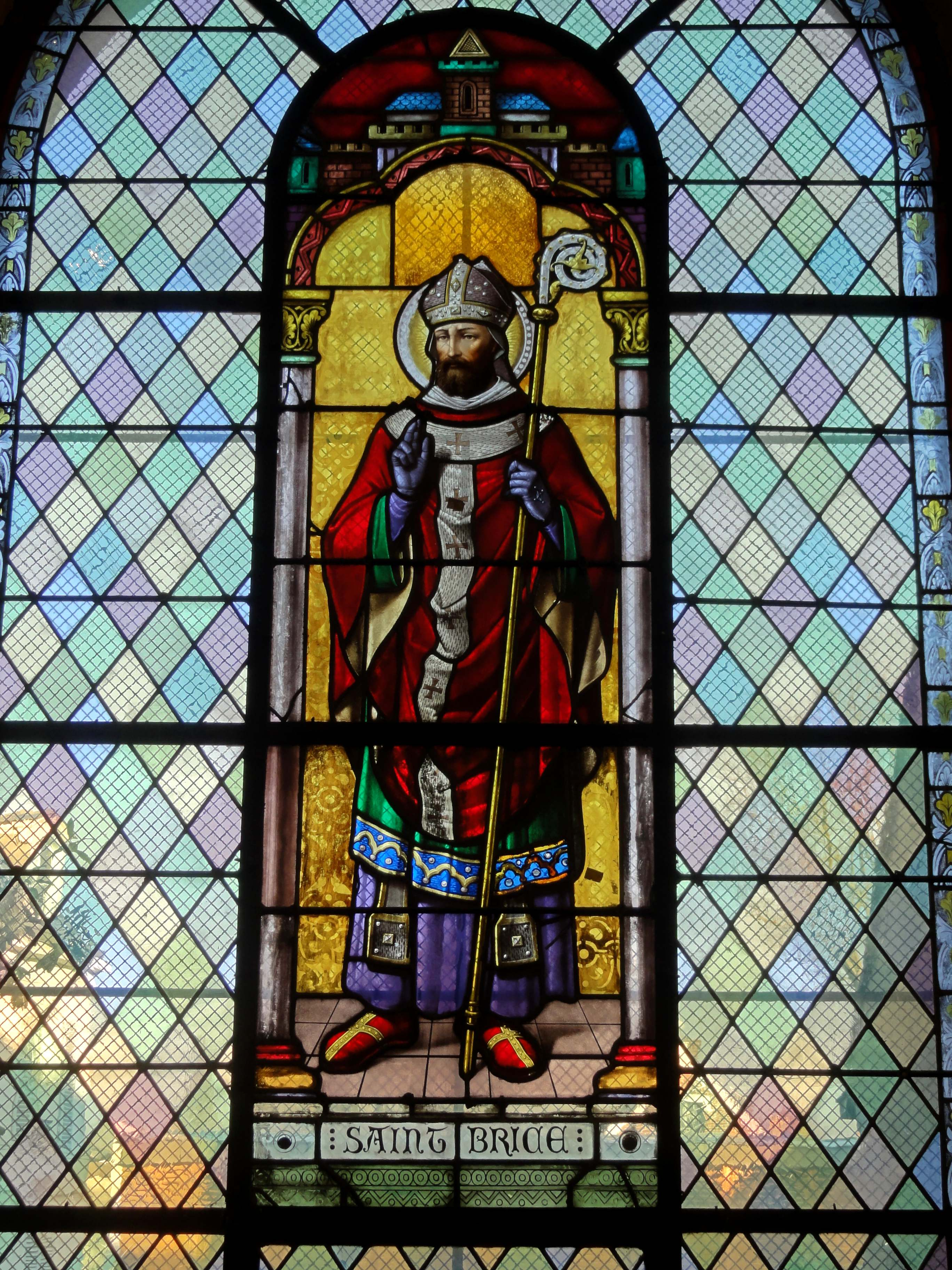
Saint Brice.